# Tekniska museet
Tekniska museet är ett stiftelseägt svenskt teknikhistoriskt museum beläget vid Museivägen 7 i Museiparken på Gärdet i Stockholm, men driver även The Cell i Hagastaden samt en turnerande verksamhet. Museet grundades som förening 1923, organiserades som en stiftelse 1948 och har fått statliga anslag sedan 1965. Nuvarande huvudbyggnad ritades av arkitekt Ragnar Hjorth och stod färdig 1936. Museet är beläget inom Kungliga Nationalstadsparken. 
År 2016 belönades museet med utmärkelsen Årets museum, utdelat av Svenska ICOM och Riksförbundet Sveriges museer. Museet tilldelades 2017 priset Children in Museums Award för sitt tillgänglighetsarbete i science center-utställningen Megamind. I december 2023 invigdes Wisdome Stockholm, museets upplevelsearena för vetenskaplig visualisering i 3D. Tillbyggnaden belönades med 2023 års Kasper Salin-pris.

## Historik

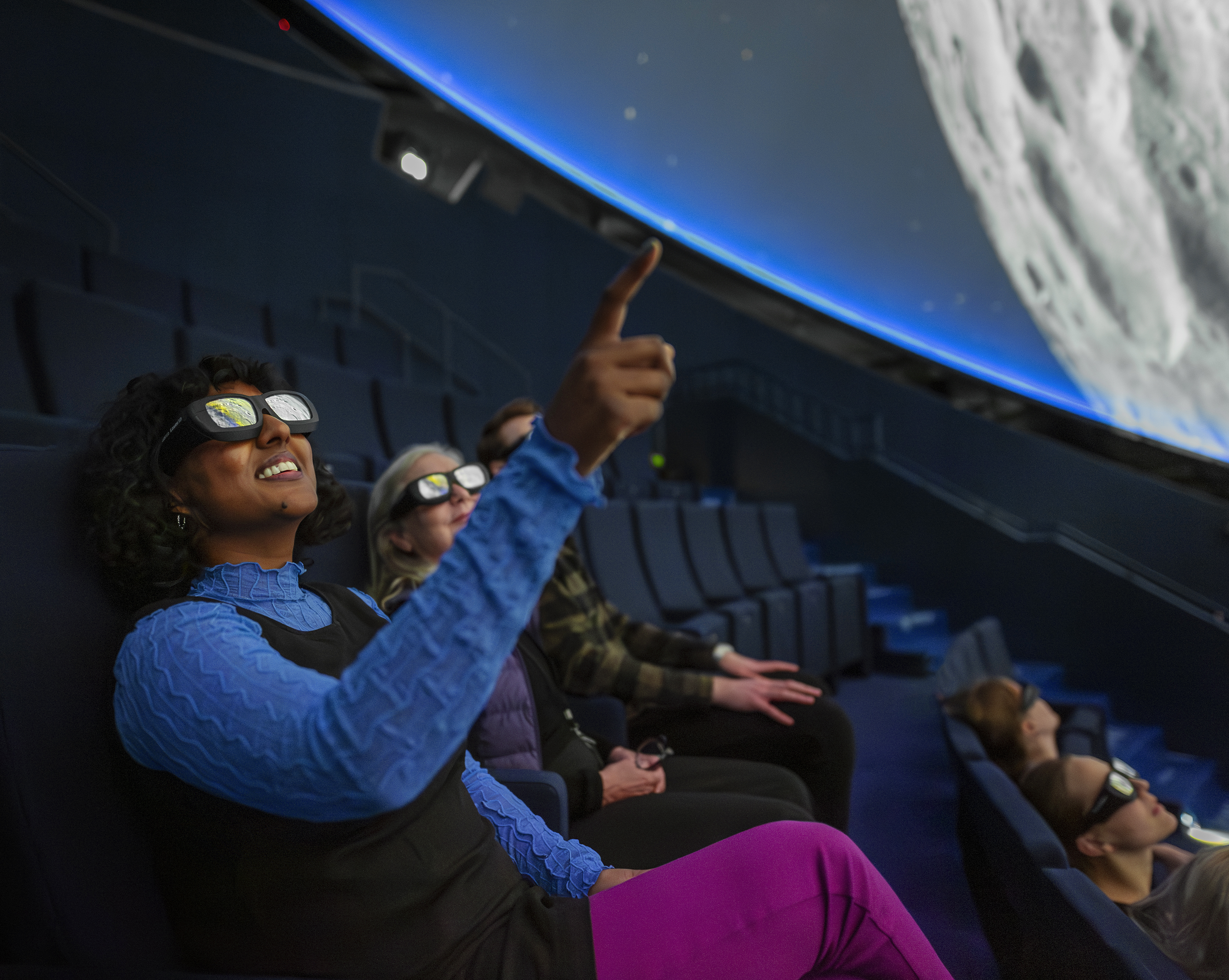
Wisdome Stockholm, en av museets nyaste upplevelser.

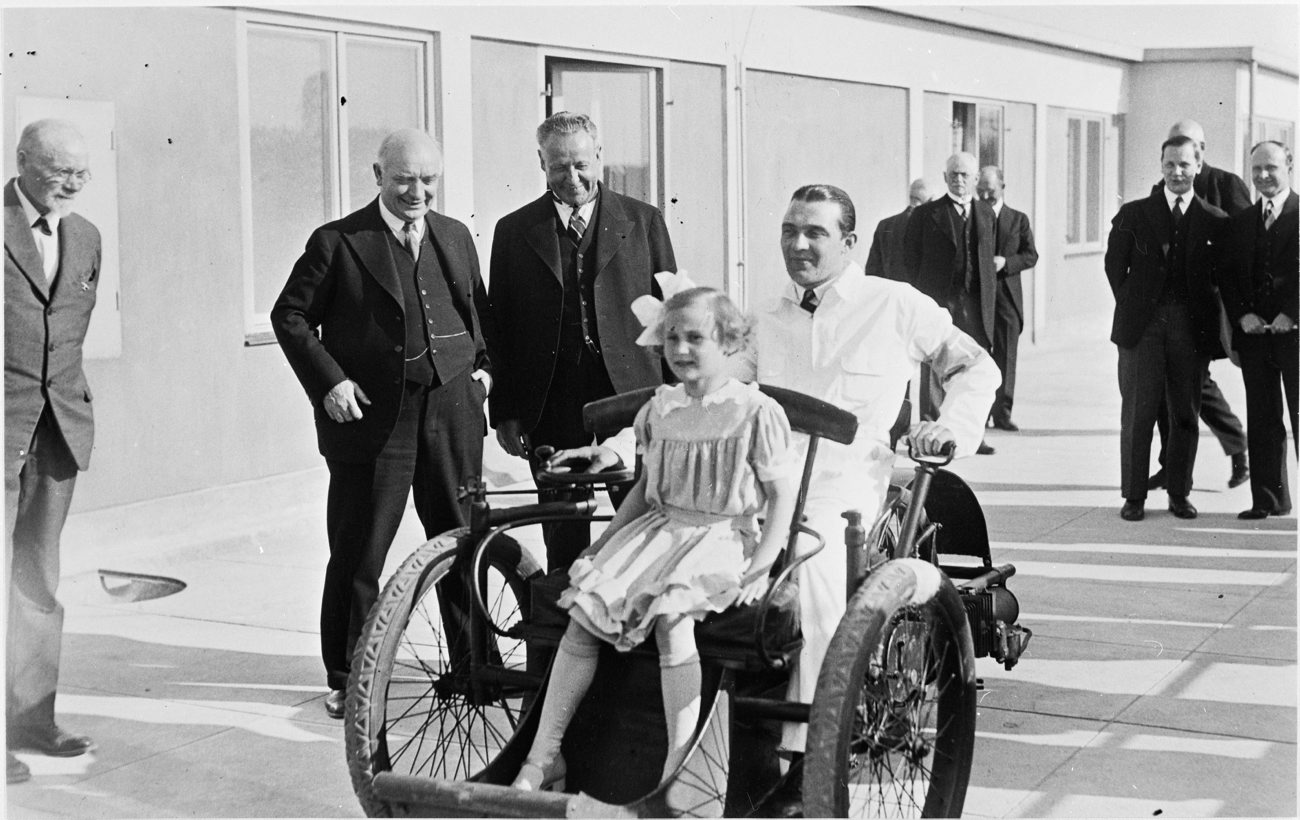
Demonstration av äldre fordon på takterrassen i samband med museets invigning, bakom fordonet står Per-Albin Hansson (t.v.) och Fritiof Ekman.

På förslag av Svenska Teknologföreningen och Ingenjörsvetenskapsakademien (IVA) bildades 1923 en arbetsgrupp för att planera för ett tekniskt museum. Utöver dessa två var Sveriges Industriförbund och Svenska Uppfinnareföreningen med från början. År 1924 började insamlingsarbetet. Förebilden var Deutsches Museum i München som började planeras 1903. 
De första mindre utställningarna visades på IVA:s vind på Grev Turegatan i Stockholm. Sedan ett omfattande arkiv med 15 000 bilder och 33 000 ritningar samlats in omkring 1930, blev lokalfrågan akut. Ett antal av Livregementets Dragoners hus på norra Djurgården, som blivit lediga, ställdes till förfogande av staten. 
Bidrag från industrier, privatpersoner och Knut och Alice Wallenbergs Stiftelse finansierade en ny huvudbyggnad på 9 000 kvadratmeter, vilken invigdes den 18 maj 1936 i närvaro av statsminister Per-Albin Hansson och handelsminister Fritiof Ekman. Redan från början visades många föremål och demonstrationsapparater, som besökarna själv kunde prova. År 1938 öppnade de två första utställningarna, Maskinhallen och Gruvan, och den senare finns fortfarande idag.

### Historiska bilder

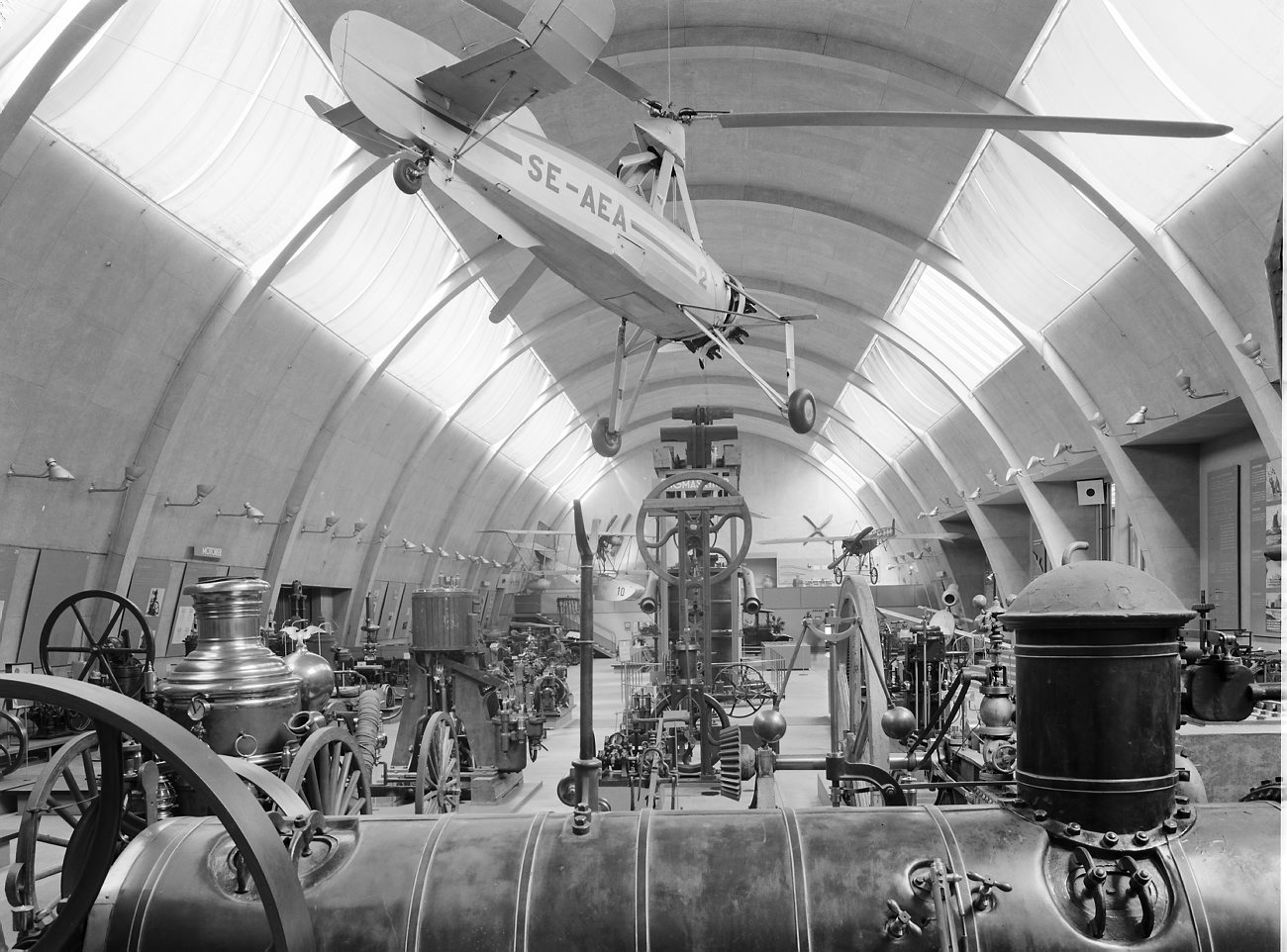
Maskinhallen
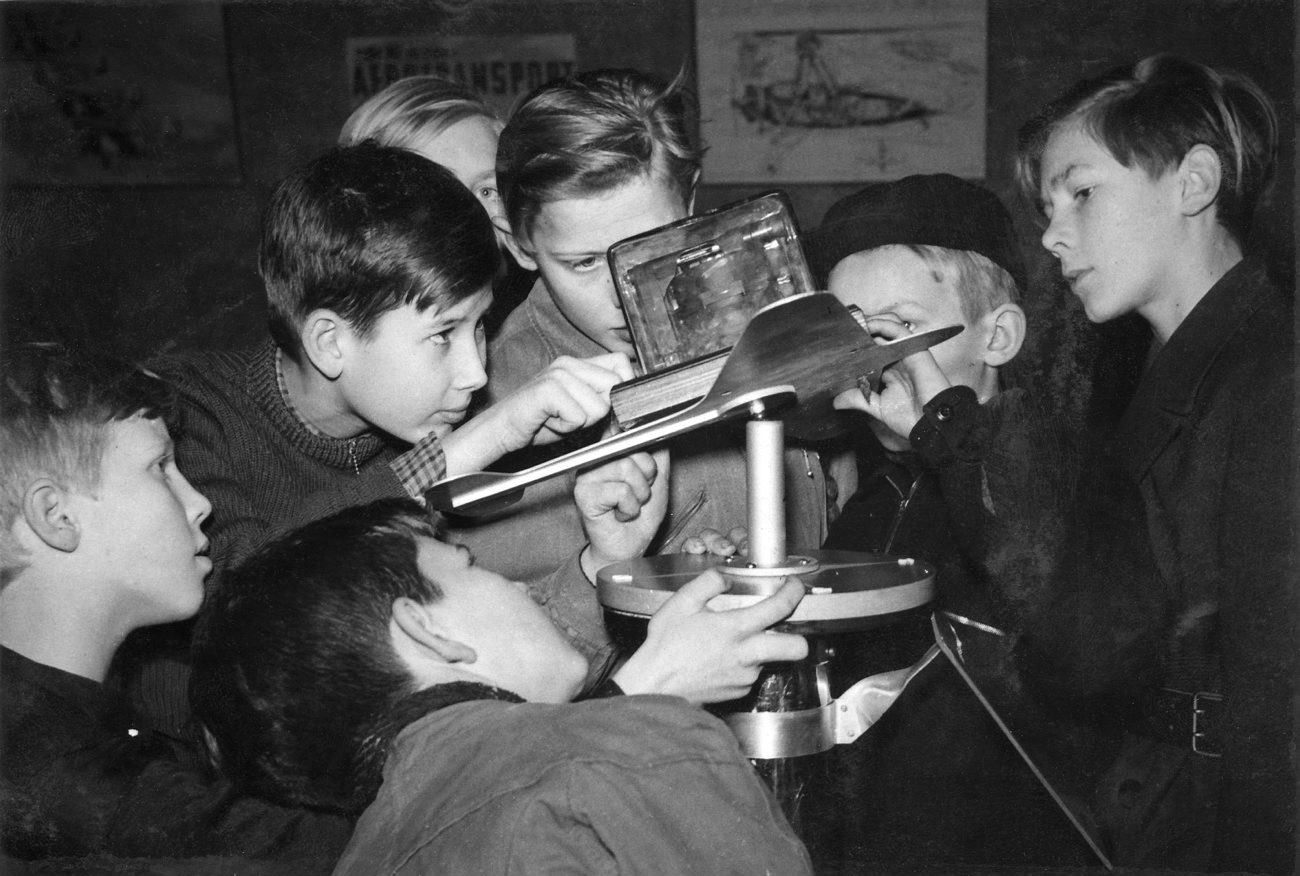
Skollovsvecka på museet, 1944
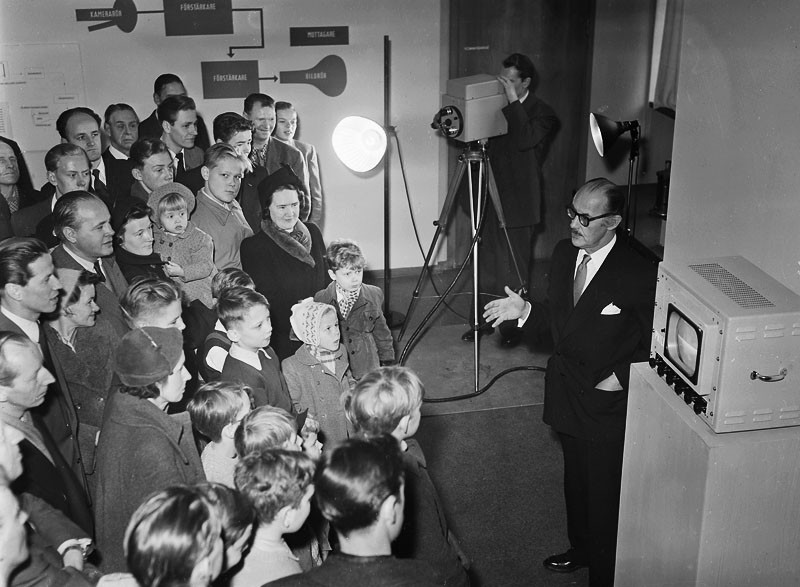
Demonstration av TV, 1952
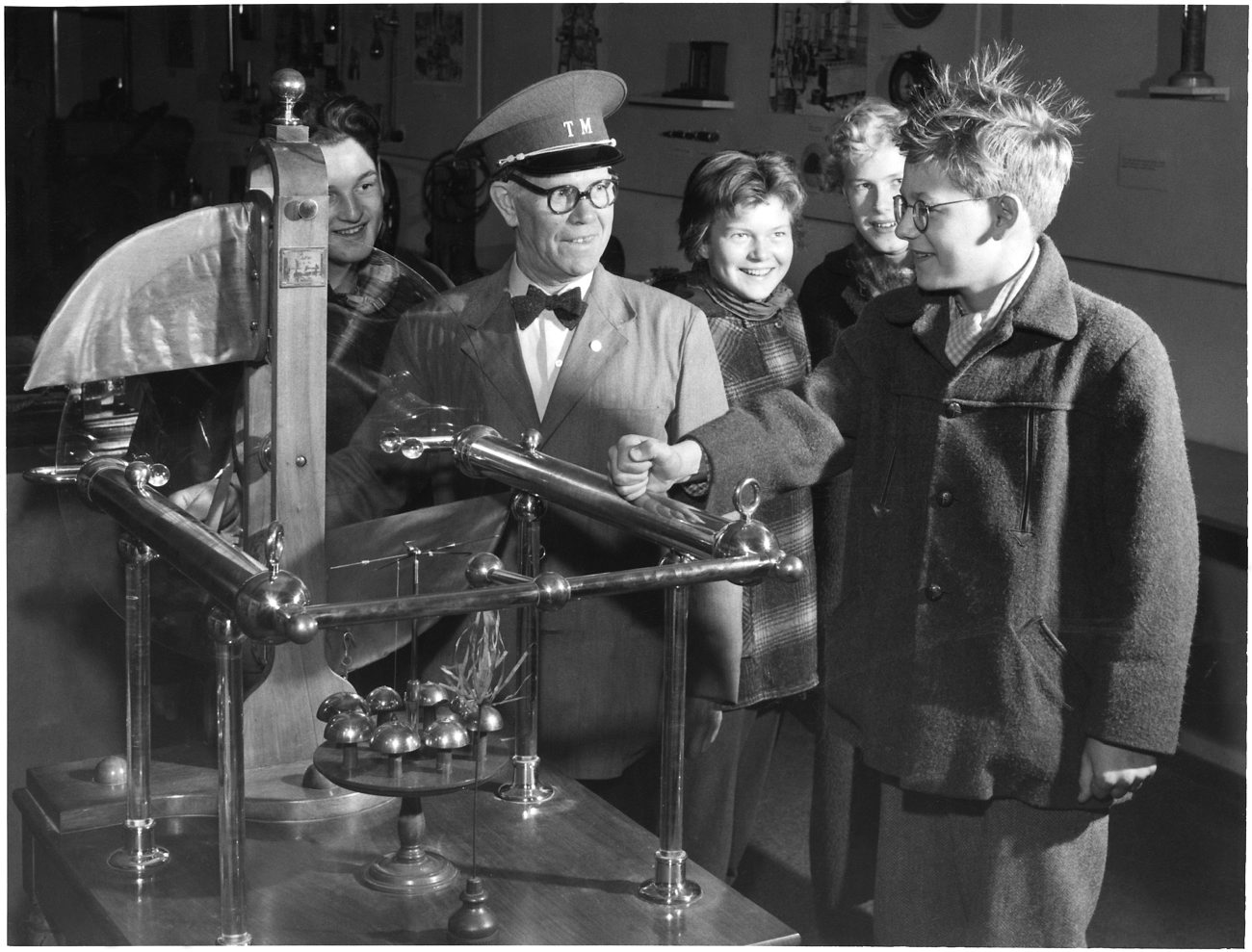
Demonstration av statisk elektricitet, 1954
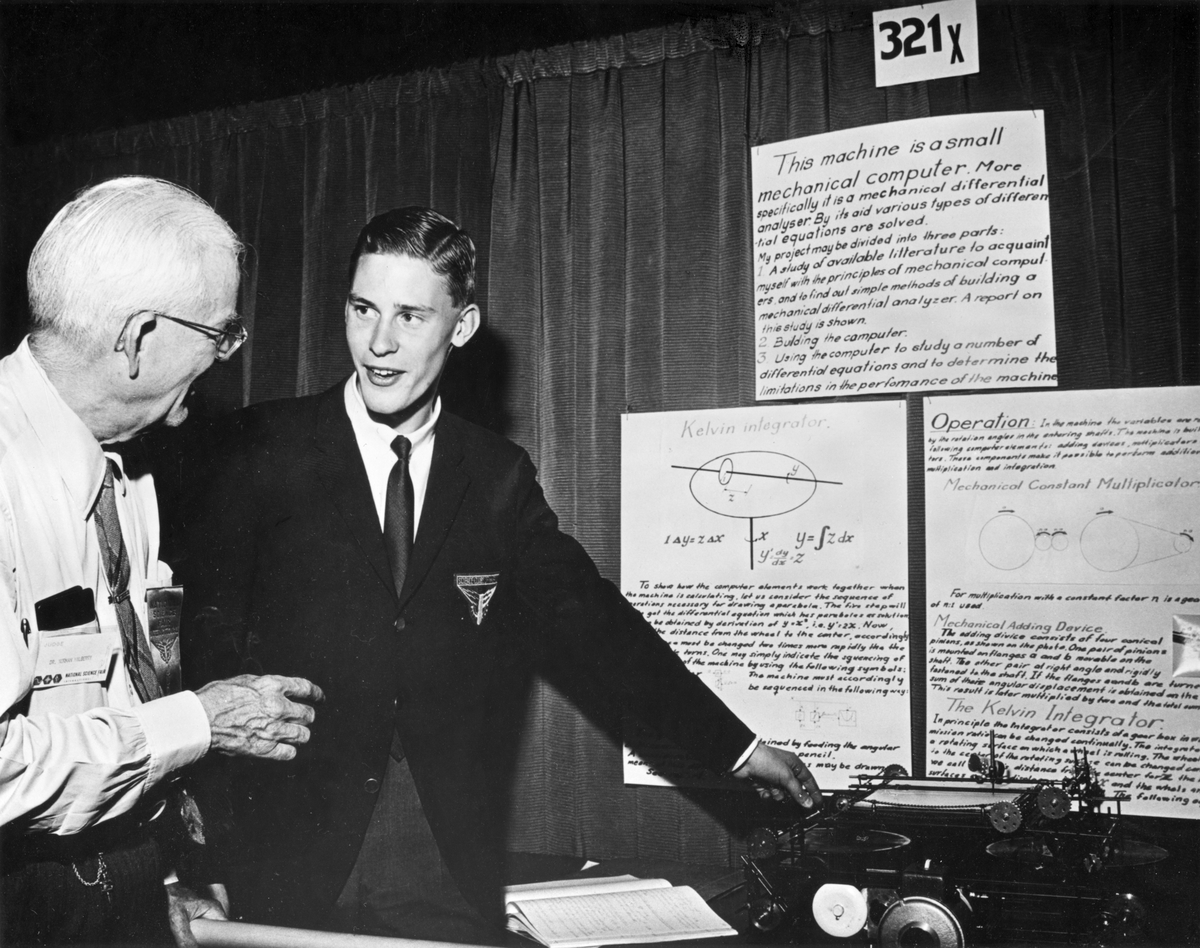
Anders Brahme förevisar sin prisvinnande mekaniska differentialekvationsmaskin, byggd i FAC System, på Unga forskares första utställning på Tekniska Museet, 1963

## Byggnader
Byggnaden gestaltades av arkitekten Ragnar Hjorth i stram funktionalism och uppfördes av Arcus AB i betong på en stomme av stålbalkar. Huvudbyggnadens fasader är ljusputsade och entrésidan domineras av ett stort fönsterparti i två våningar. Takvåningen är indragen och här fanns ursprungligen en restaurang och bostad för museichefen. Tekniska utrymmen som hissar och pannrum gjordes synliga för besökaren genom stora glaspartier och fick så en pedagogisk funktion. Byggnaden stod klar 1936 och omges av två stallbyggnader och ett ridhus som uppförts för Livregementets dragonkår år 1881. 
Hela museikomplexet består utöver huvudbyggnaden av den stora maskinhallen som kan nås via en låg byggnadskropp från huvudbyggnaden. Maskinhallen har ett välvd, koppartäckt tak som bärs upp av stålbågar. Dagsljus släpps in i hallen genom två längsgående fönsterband i taket. År 1964 tillkom annexet Teknorama i ridhusbyggnaden, 1975 öppnade Telemuseum i den ombyggda, norra stallbyggnaden och 1983 restaurang och en permanent utställning om elkraft i den södra stallbyggnaden. Museet utökades ytterligare 1994 med lokaler för utställningar och en hörsal genom en tillbyggnad på museets gård, ritade av Erik Källström/Arksam. Trähallen, ritad av Elding Oscarson tillkom 2024 på museets gård och byggnaden belönades samma år med Kasper Sahlin-priset. Intill Tekniska museet ligger Sjöhistoriska museet och Etnografiska museet samt Polismuseet och Riksidrottsmuseet.

### Wisdome Stockholm

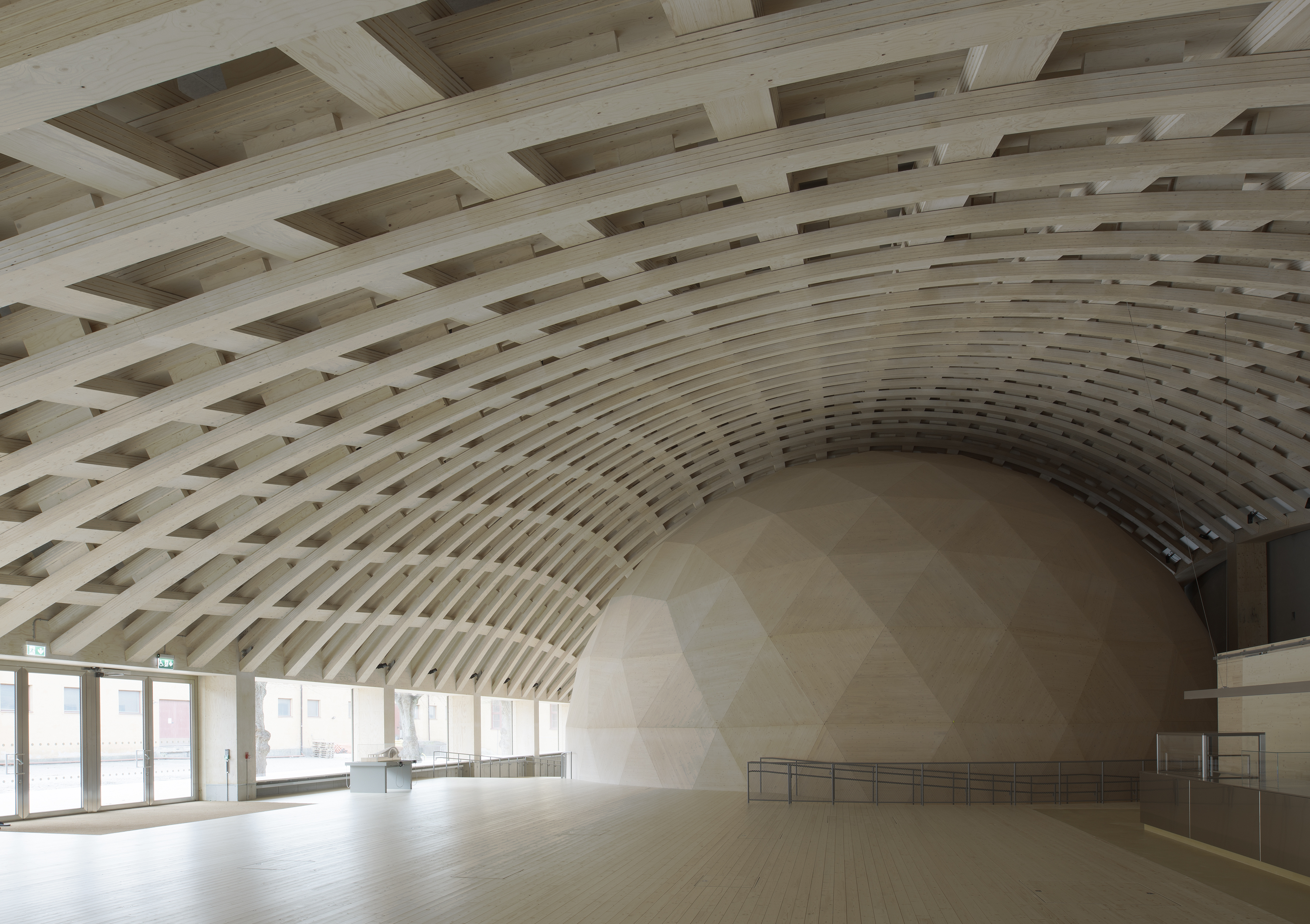
Interiörbild från Trähallen i Wisdome Stockholm.

I februari 2022 påbörjades byggandet av den nya byggnaden Trähallen för att rymma Wisdome Stockholm på innergården. Byggnaden innehåller en domteater, eller planetarium, där rörlig bild kan projiceras i 360 grader på insidan av den sfäriska byggnaden. Besökaren kan se på filmer och projektioner av dataset i 3D med hjälp av visualiseringsteknik framtagen av Visualiseringscenter C och Linköpings universitet. Wisdome Stockholm är en av fem arenor för visualisering som ingår i ett konsortium. De andra arenorna är Malmö museer, Universeum i Göteborg, Curiosum i Umeå och Visualiseringscenter C i Norrköping. Satsningen gjordes möjlig genom en donation av Knut och Alice Wallenbergs stiftelse om 150 miljoner kronor då denna fyllde 100 år, 2017. Donationen fördelades till Visualiseringscenter C för att producera innehåll och till arenorna för visningsteknik.
Den nya byggnaden på Tekniska museet har även prisats för sin arkitektur och byggnadsteknik på Fastighetsgalan med World in Property Award 2022. Motiveringen löd: "Priset går till Wisdome Stockholm som bokstavligt talat är framtiden. Här samlas digital kompetens och framtida innovationsförmåga. Denna världsunika byggnad, trots sitt något undanskymda läge på Tekniska muséets innergård, tänjer på gränserna för vad som är möjligt att konstruera i trä. Eller vad sägs om taket som är ett böljande rutnätssystem i fem lager av träbalkar som når en spännvidd på 48 meter – helt utan pelare. 20 kilometer LVL-trä levereras för att sedan böjas och anpassas med exakt precision. Bara det är värt ett pris i sig. Arkitektkontoret Elding Oscarson har ritat en byggnad som utmanar och sätter material och konstruktion på prov. Smart och inte minst klimatsmart."
Wisdome Stockholm invigdes i december 2023. Byggnaden tilldelades 2023 års Kasper Salin-pris.

### The Cell
Tekniska museet öppnade 2024 en filial vid namn The Cell som är belägen i Forskaren, ett life science center i Hagastaden. Första utställningen, Borderlands, är ett samarbete med konstnären Helen Pynor och ska stå under 2024-2025. Satsningen finansieras av Stiftelsen Marcus och Amalia Wallenbergs minnesfond.

### Bilder byggnader

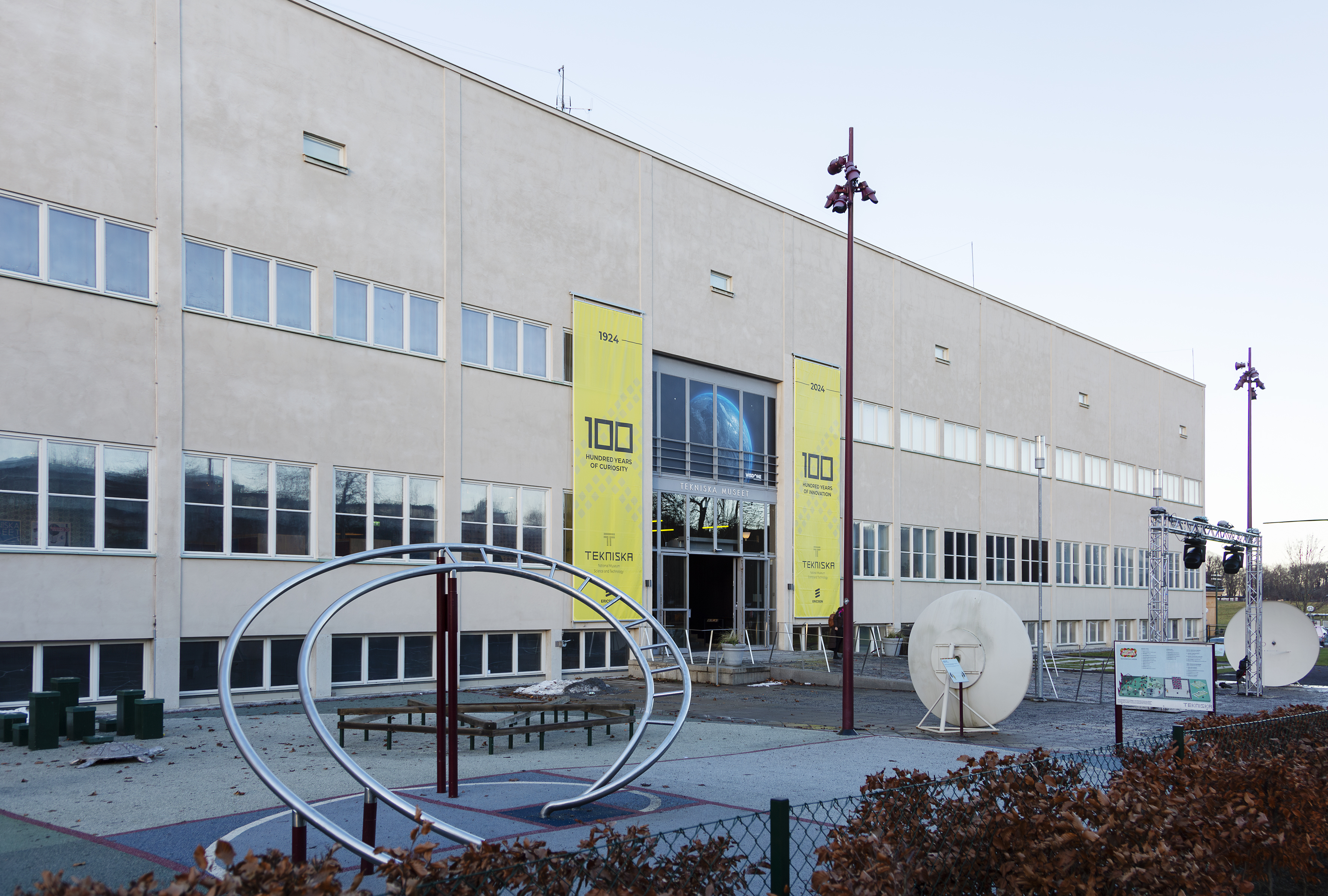
Huvudbyggnad och entré
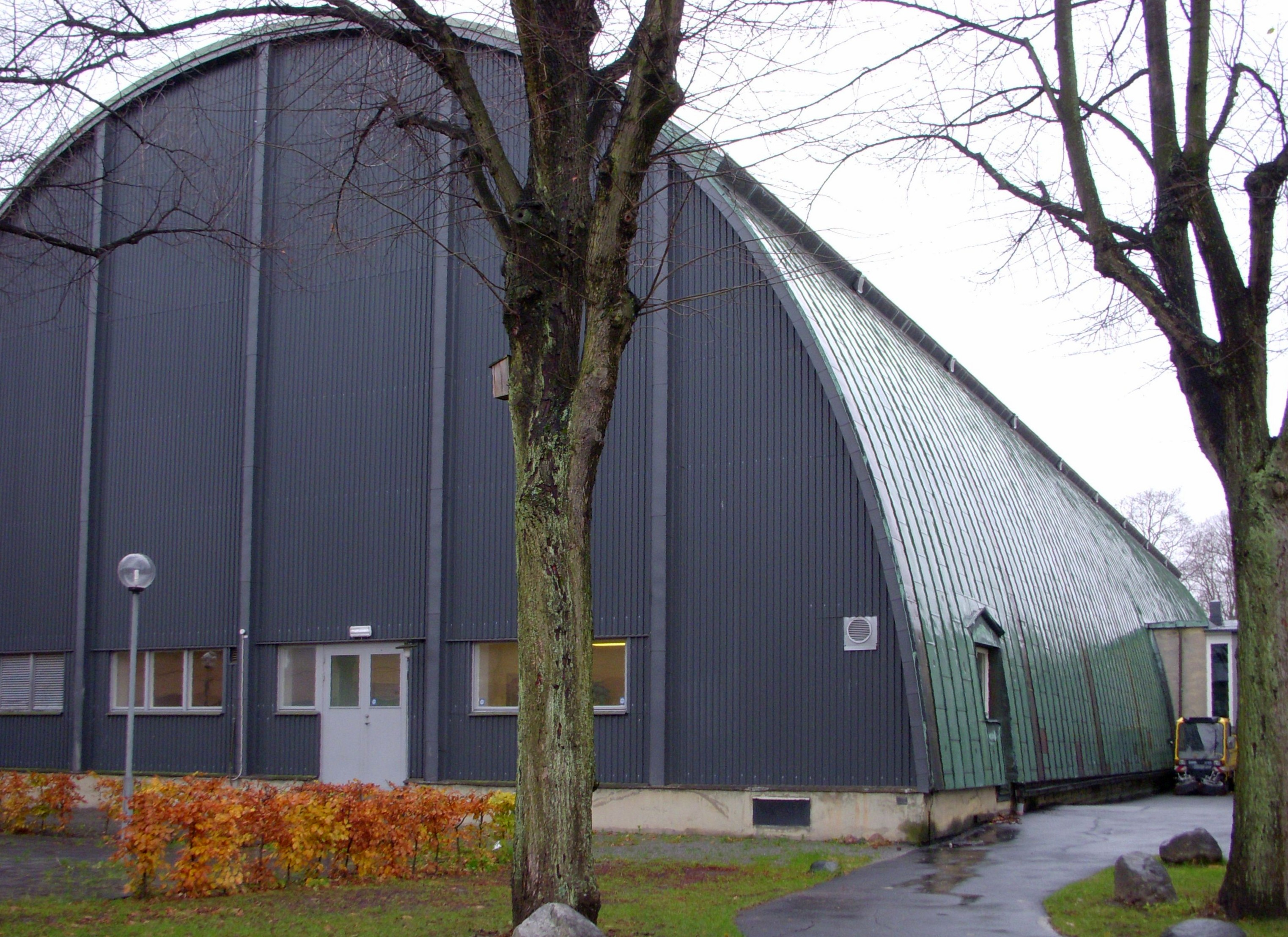
Maskinhallen, längst ner låg tidigare vaktmästarbostad
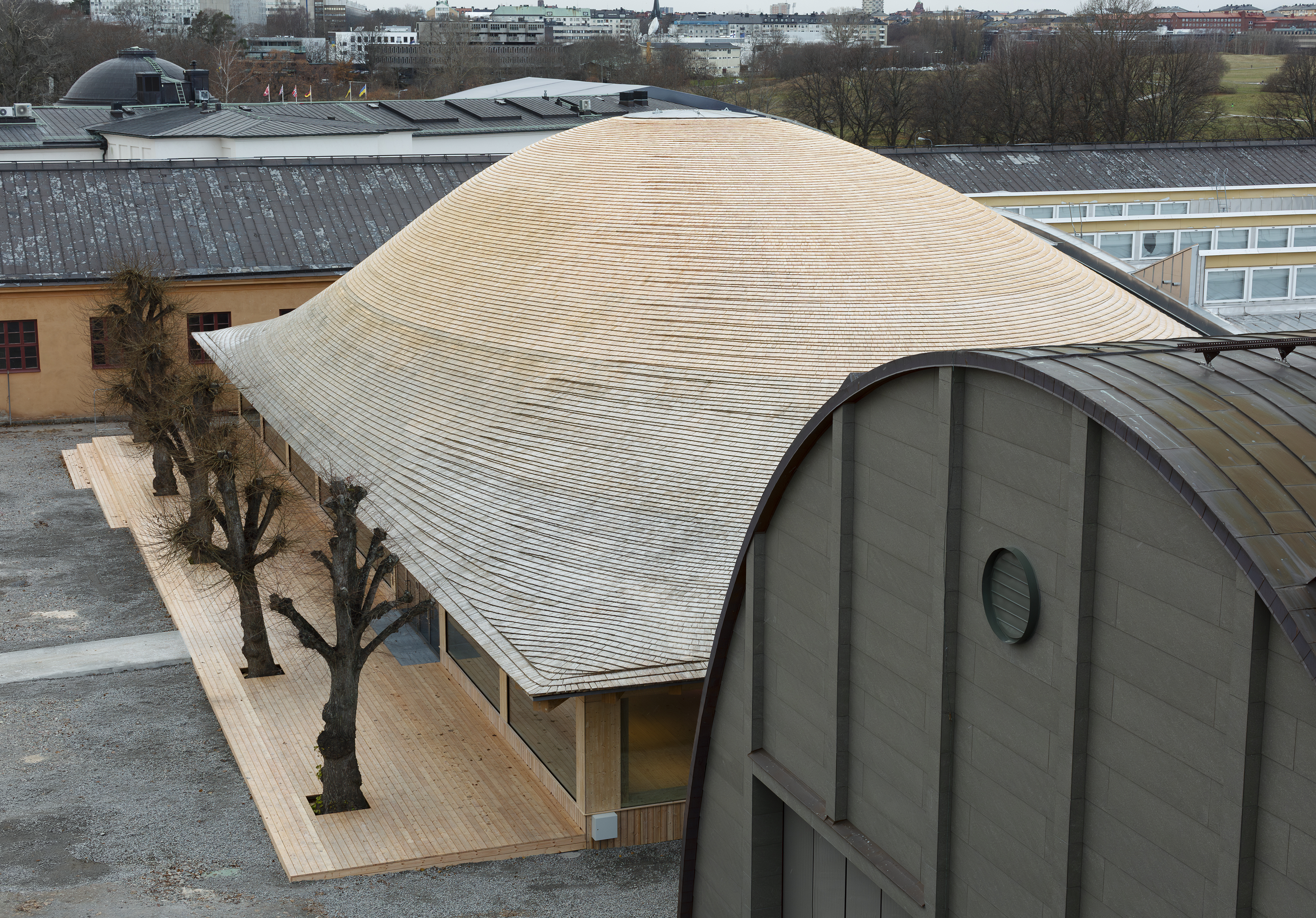
Maskinhallen, Trähallen (Wisdome Stockholm) och ursprungliga byggnader.
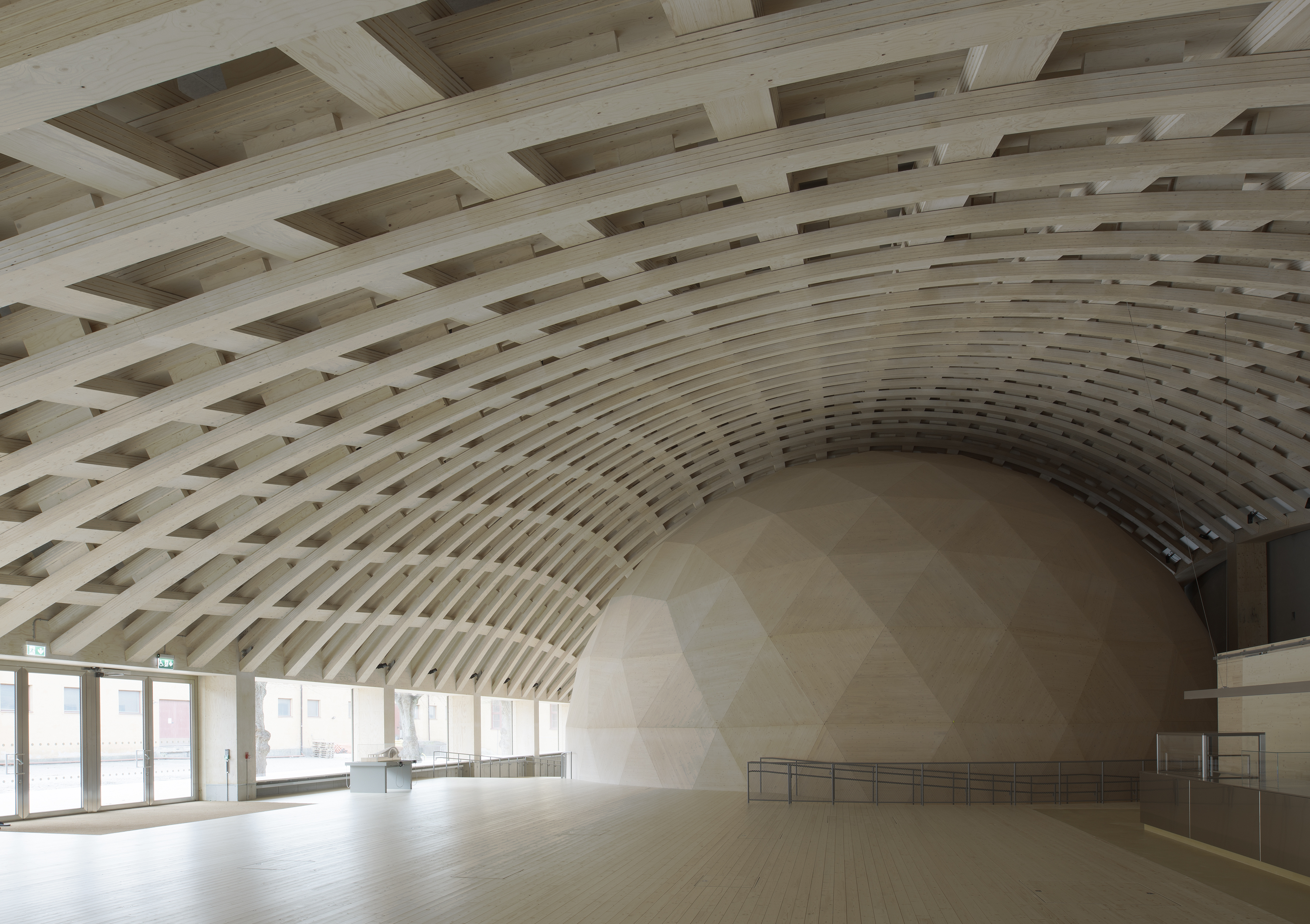
Trähallen

## Utställningar och samlingar

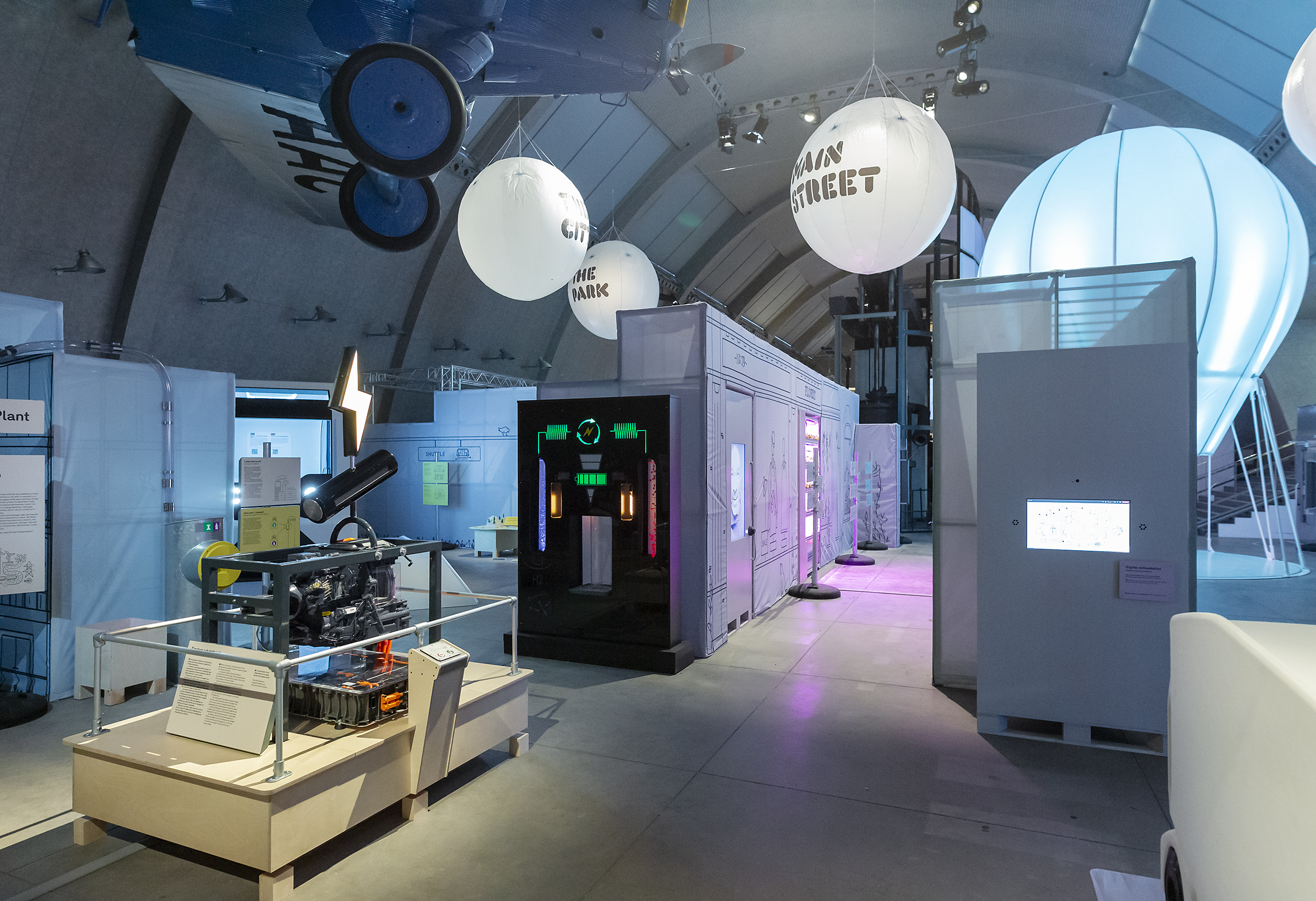
Zero City i Maskinhallen.

Tekniska museet har en rad permanenta och tillfälliga utställningar. I Maskinhallen visas utställningen "Zero city" om framtidens hållbara stad. I Wallenberghallen visas sedan 2024 utställningen "Skogen", om hur skogen ska räcka till allt som vi vill ha den till. Andra aktuella utställningar är "Hyper Human" om relationen mellan människa och teknik, "Salong Energi" med dokumentation och föremål från kärnkraftverket i Ågesta, "Subject: Hello" om den uppkopplade världens historia, dataspelsutställningen Play Beyond Play, samt Gruvan – en av museets första utställningar som förnyats med en stor del om nutida gruvdrift.
Museets samlingar består av 57 000 föremål, 1 200 hyllmeter arkivhandlingar, 200 000 ritningar och kartor, 800 000 bilder och drygt 50 000 böcker. Utställningsytan är på 10 000 kvadratmeter.

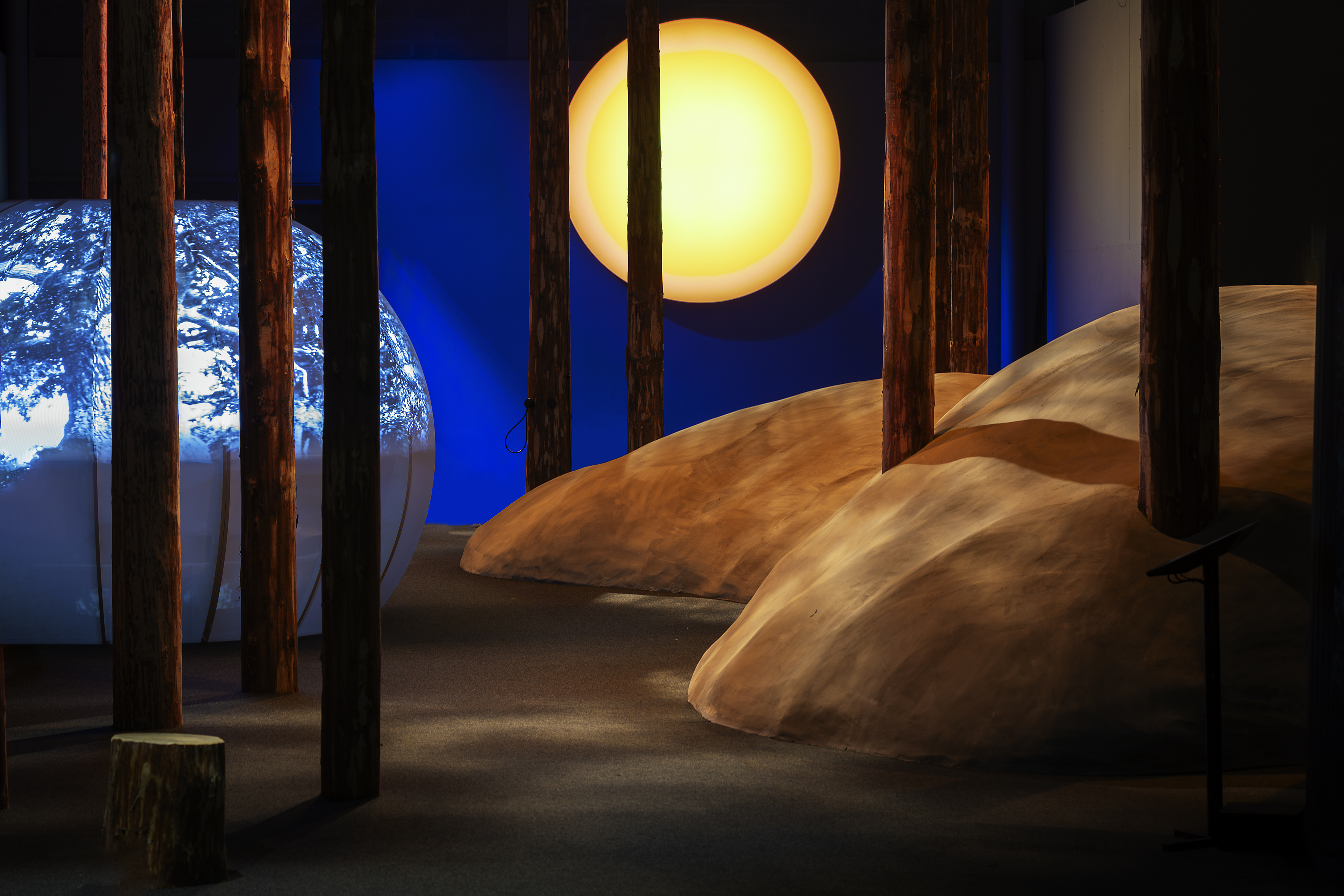
Utställningen Skogen

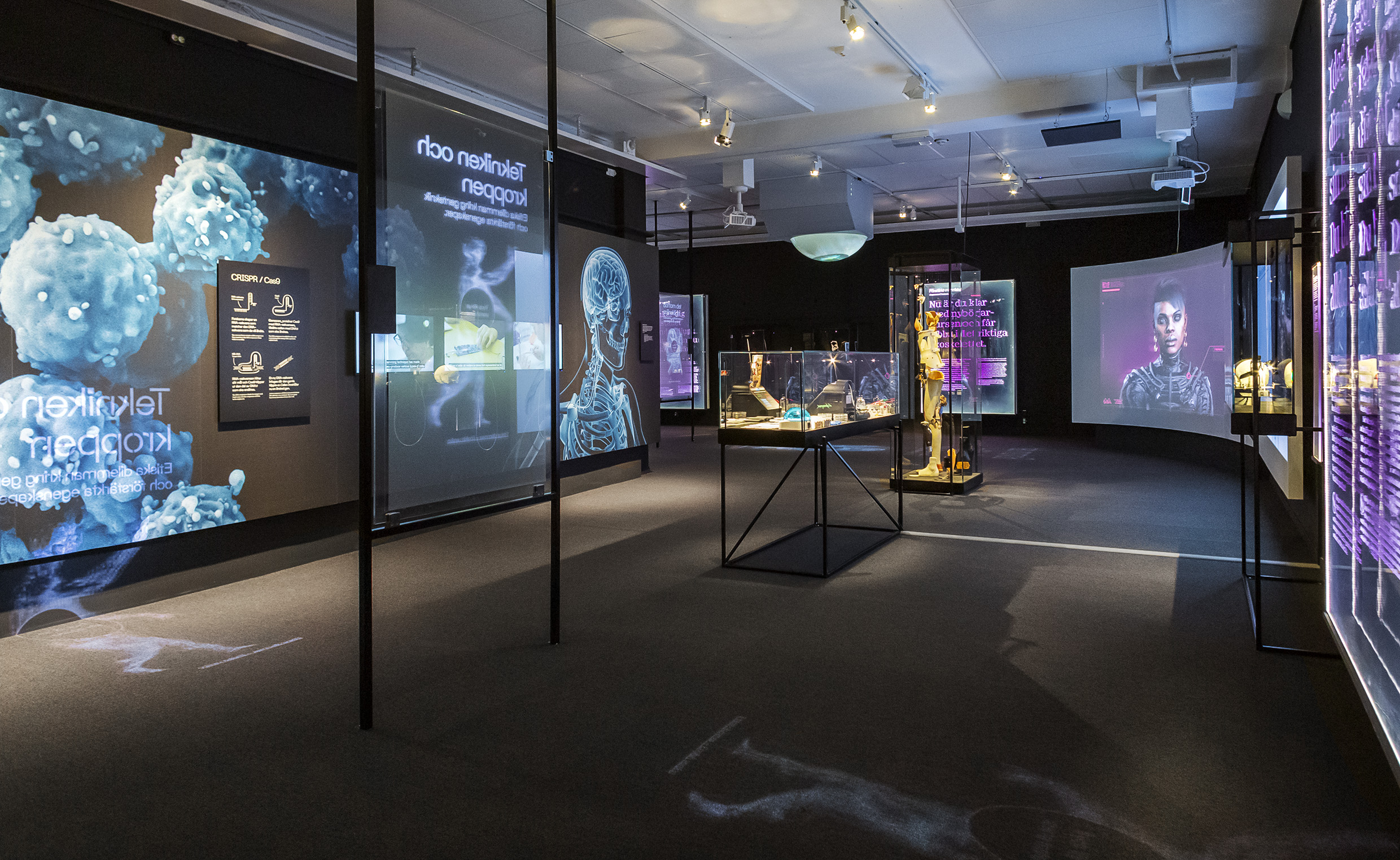
Hyper Human

Teknorama öppnade 1985 som Sveriges första Science center på 600 kvadratmeter på temat ”Upptäcka – Utforska – Uppleva”. År 1992 utökades Teknorama med experimentstationer på ytterligare 700 kvadratmeter. Teknorama ersattes från hösten 2015 av MegaMind, en interaktiv science center-utställning där idéerna och hjärnans kreativa förmågor står i fokus. I MegaMind kan besökarna till exempel måla med ögonen och komponera musik med tankens kraft.

Till permanenta utställningar räknas även en besöksgruva, Lars Magnus Ericssons minnesrum från 1903 samt en modelljärnväg skapad av tandteknikern Uno Milton. Anläggningen finns sedan 1960 i Tekniska museet och har 50 meter räls i ett naturtroget landskap om 3x6 meter. Allt är byggt för hand, utom lokens motorer som köptes färdiga. Arbetet påbörjades 1948 och det tog 3 500 arbetstimmar under sju år att färdigställa den. Den 6 september 2012 utnämndes Uno Milton till ”hedersnörd” av Tekniska museet. Han var då 85 år gammal.

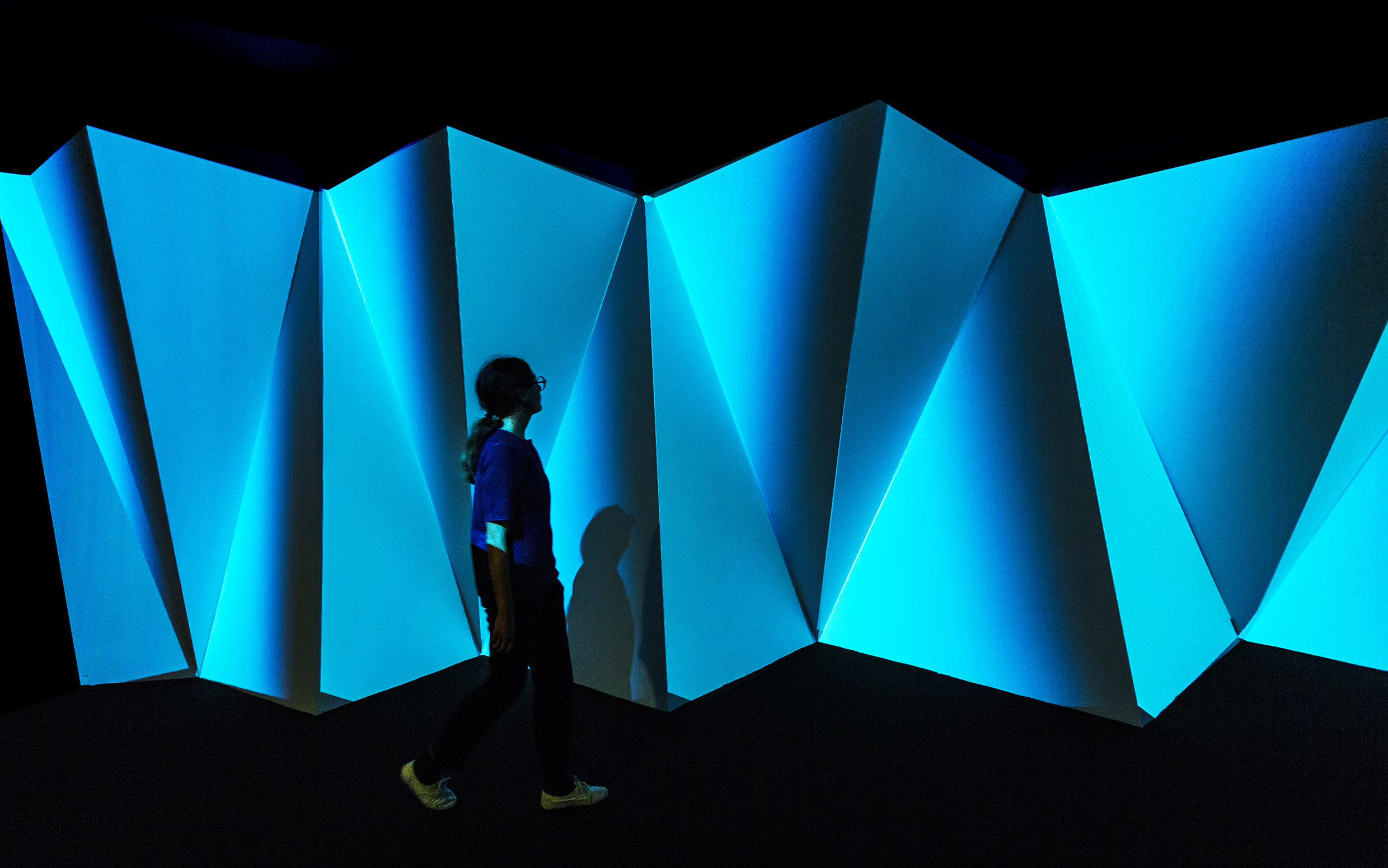
Play Beyond Play

Andra utställningar som för närvarande visas tills vidare är "Hyper Human" (2021-), "Subject: hello" (2022-), ”Teknoleket” och dataspelsutställningen "Play beyond play" (2018-). Det pågår också ett antal tillfälliga utställningar, så som "Galleri AI" som öppnade 23 april 2023  och ”Salong Energi – Ågesta Kraftverk” där dokumentärfilmen "Ågesta R3 - A ripple in time" visas.
Tidigare visades bland annat ”Mekanisk verkstad” (1984-2011), "Robotics" (2003-2007), ”Södra länken” (2004), ”Antarktis - det är coolt!” (2005), ” Klimatgreppet” (2006), ”Kvinnors uppfinningar” (2006-2014), ”Dataspel” (2008), ”Övergivna platser” (2010), ”Slussen i Stockholm” (2013-2018) och ”Älskade telefon” (fram till maj 2014) där en stor mängd teletekniskt material från Telemuseets samlingar ställdes ut. Detta övertogs av Tekniska museet när Telemuseum slog igen i januari 2004. Andra utställningar har varit ”Christopher Polhem – tillbaka till framtiden” (2011-2021) som handlade om universalgeniet Christopher Polhem och ”Spelet om energin” (2009-2019).
 

Museet har flera gånger hyrt in externt producerade utställningar. "Människa - här är din kropp" från danska Experimentarium visades på Teknorama 1989-1990. Andra exempel på tillfälliga utställningar är "NASA – a human adventure" som visades 2011, "Game on 2.0" som visades 2013-2014 ”Digital revolution” som visades 2014-2015, Robots (2019-2020) och Moving to Mars (2021-2022). 

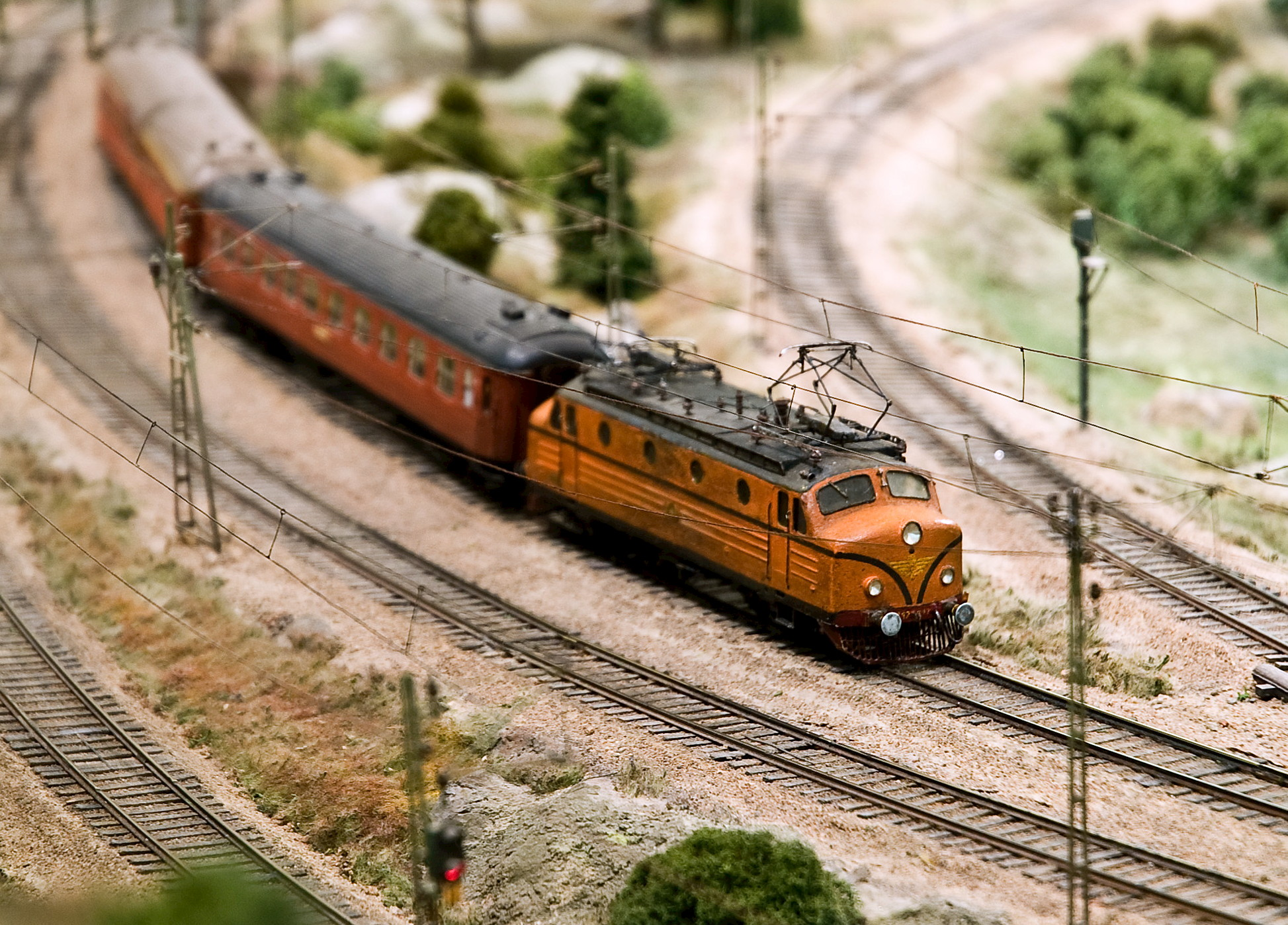
Modelljärnvägen.

Museets amatörradiostation ligger i byggnadens fjärde våning och har anropssignalen SKØTM. Stationen bemannas av ett 50-tal medlemmar av föreningen Sveriges Sändareamatörer. En 30 meter hög mast med roterbar antenn ger långväga förbindelser. Stationen är bara öppen vissa tider.

### Cino4
På museet fanns Sveriges första 4D-bio, Cino4, som öppnade den 12 januari 2007 med premiärfilmen "Flyg!". Där förstärkte tekniska effekter 3D-filmer om tekniska innovationer och vetenskap. Den fjärde dimensionen utgjordes av vickande och skakande stolar, fläktar, rökmaskiner, bubbelaggregat och spotlights som förhöjde upplevelsen. Samtliga filmer som visades var omkring 30 minuter långa och hade antingen svensk eller engelsk berättare. Eftersom effekterna var mycket realistiska hade barn under 4 år inte tillträde till föreställningen och barn i åldrarna 4–7 år endast i sällskap av en vuxen. Biograflokalen användes tidigare som hörsal. Cino4 lades ned den 15 juni 2016.

### Bilder utställningar (urval)

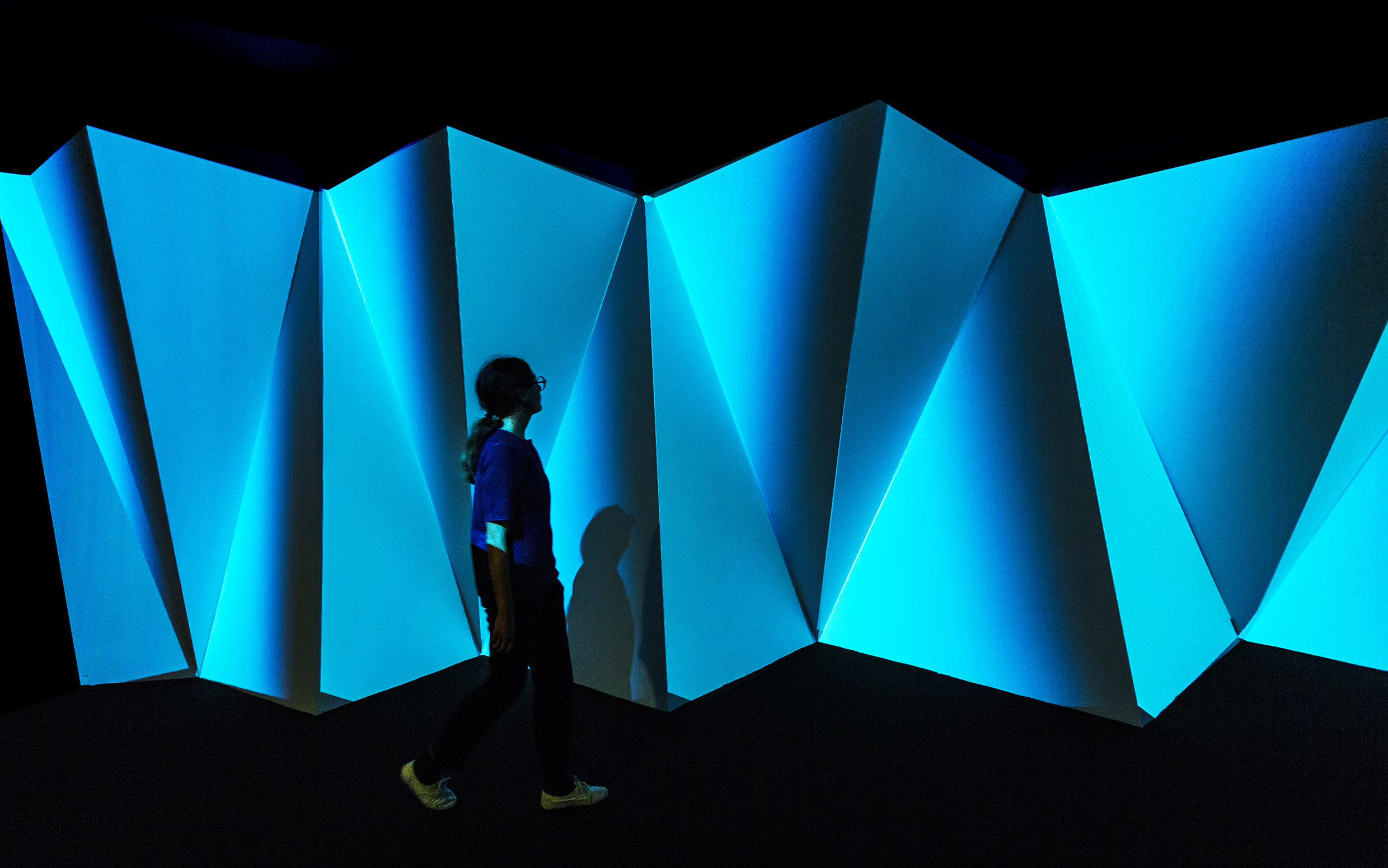
Play Beyond Play
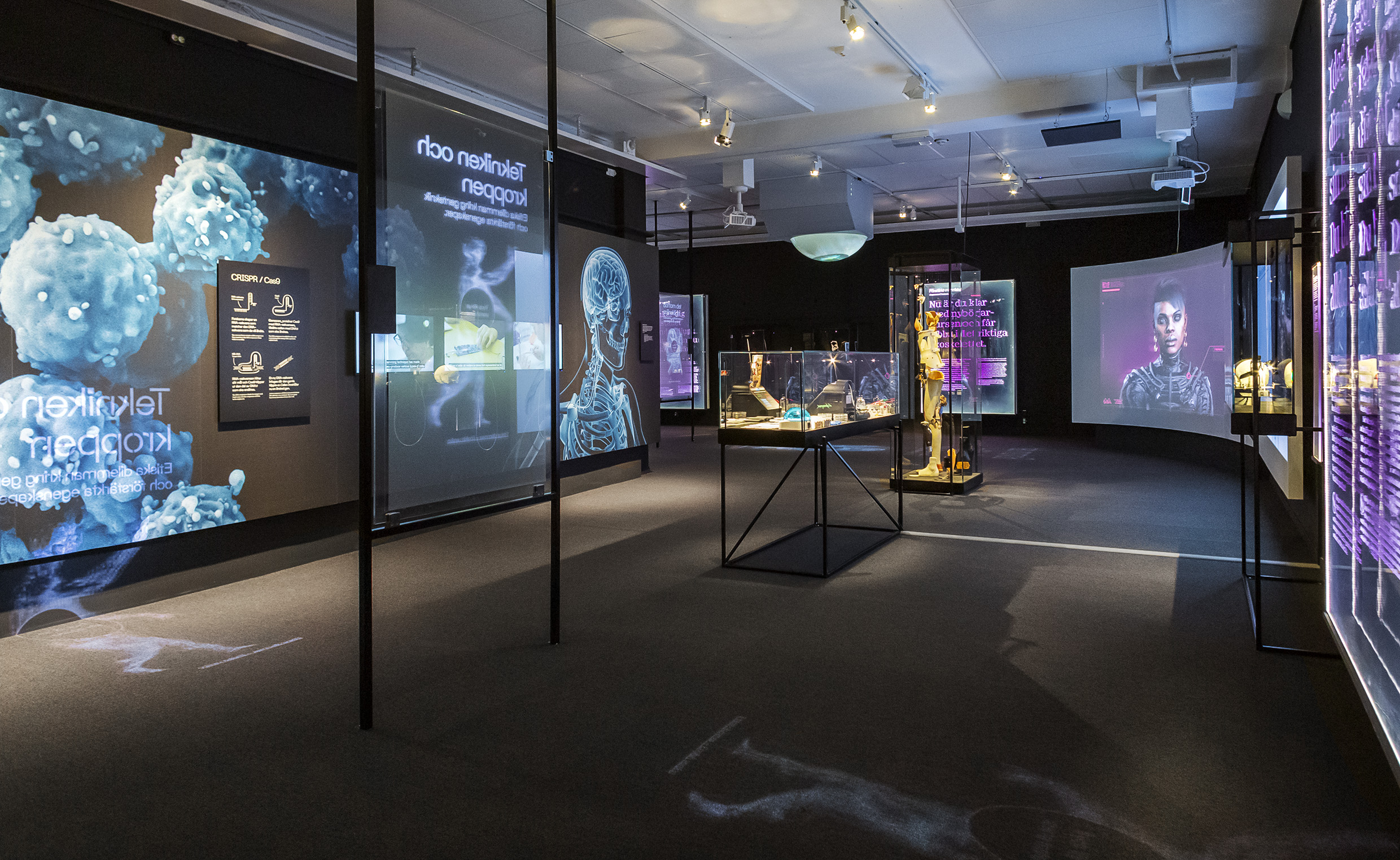
Hyper Human
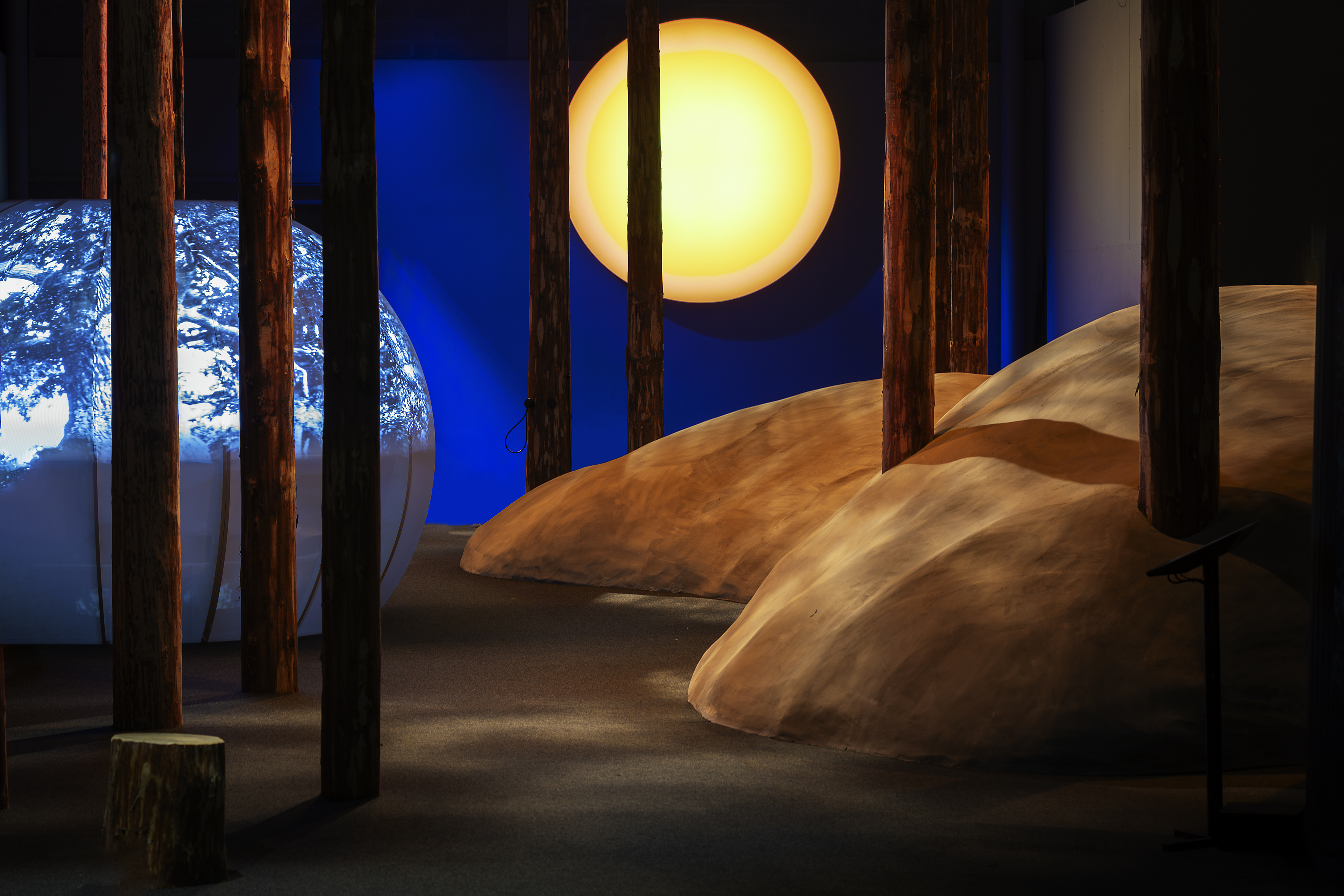
Skogen
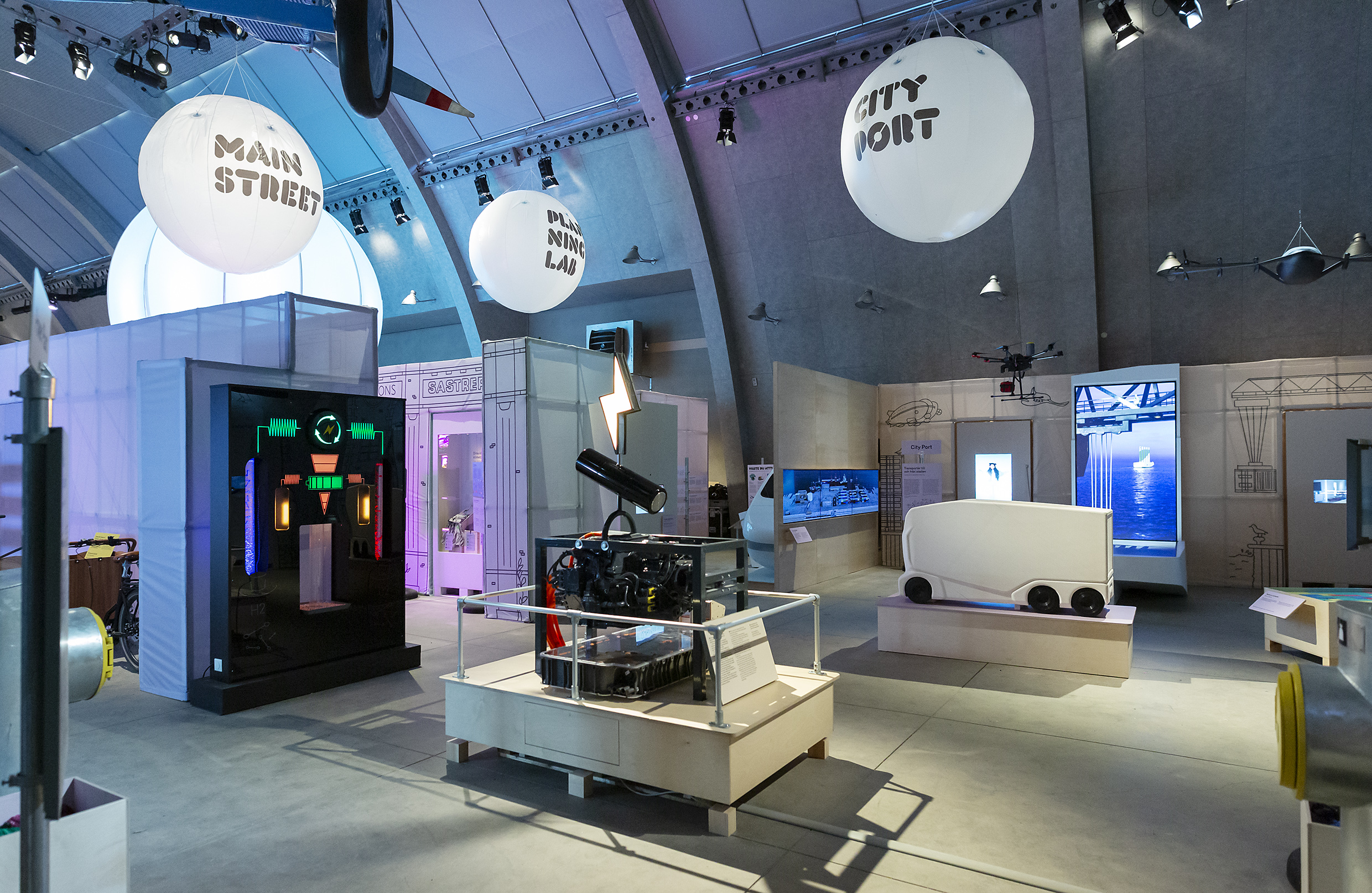
Zero City
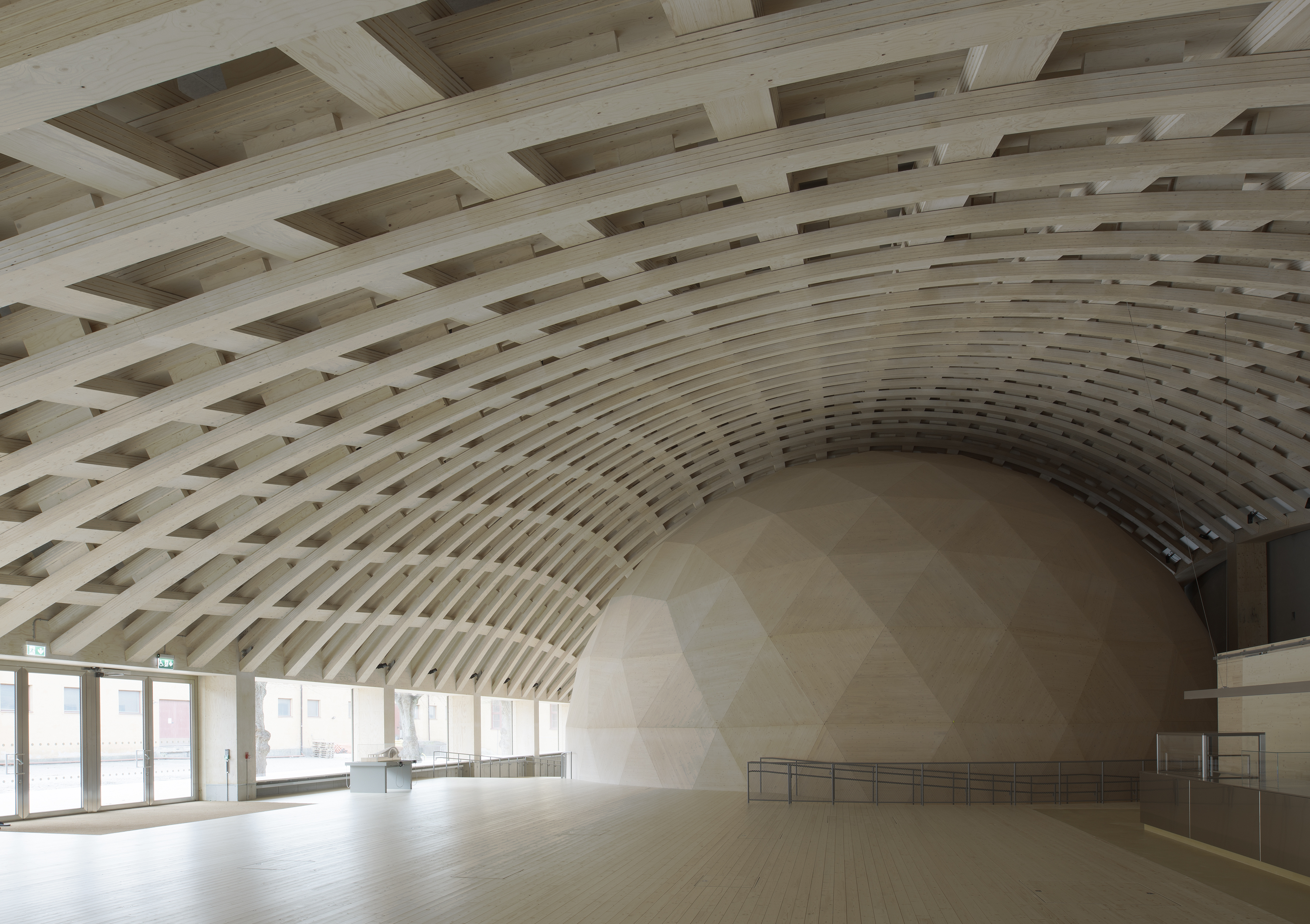
Trähallen
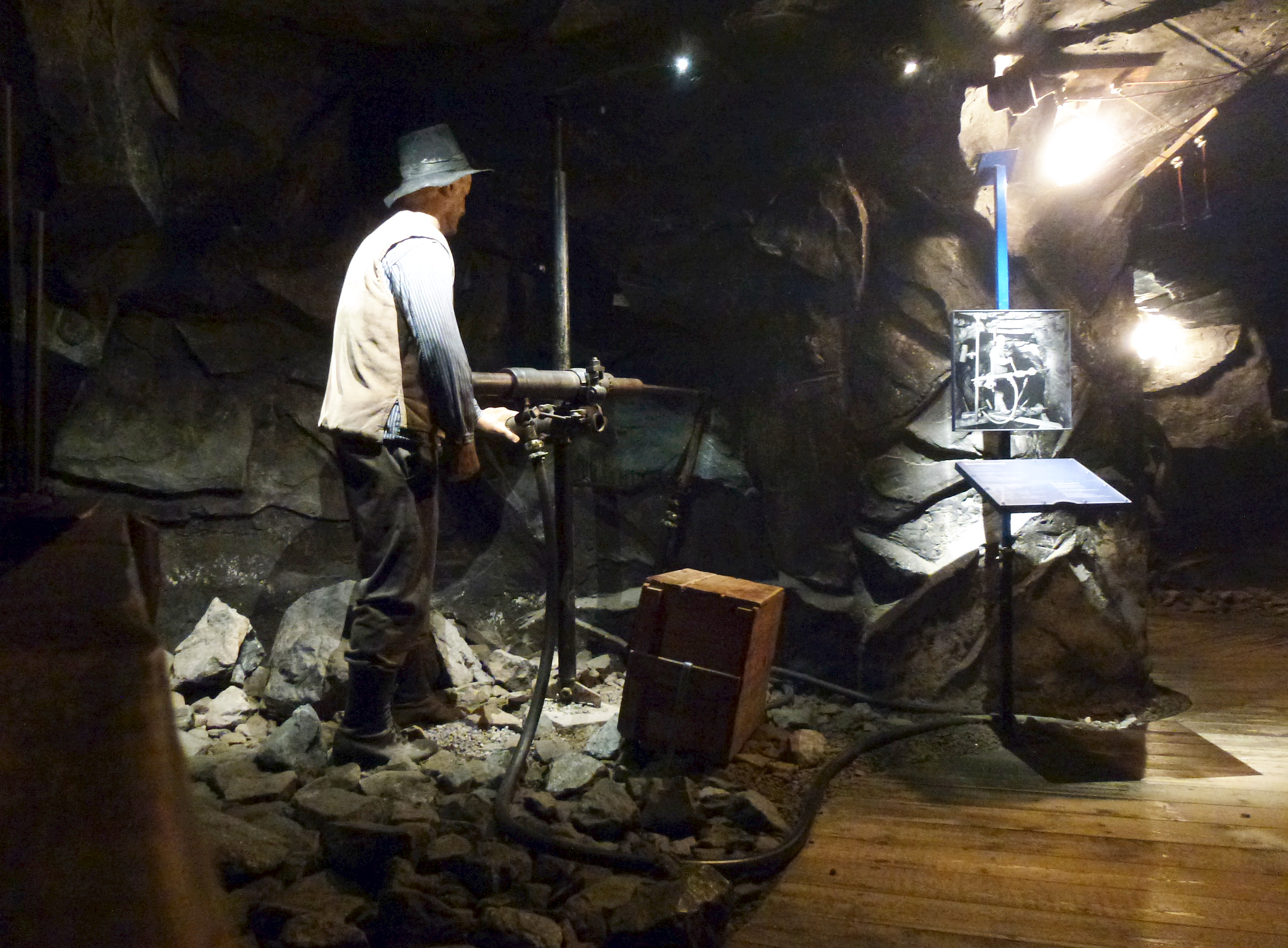
Gruvan
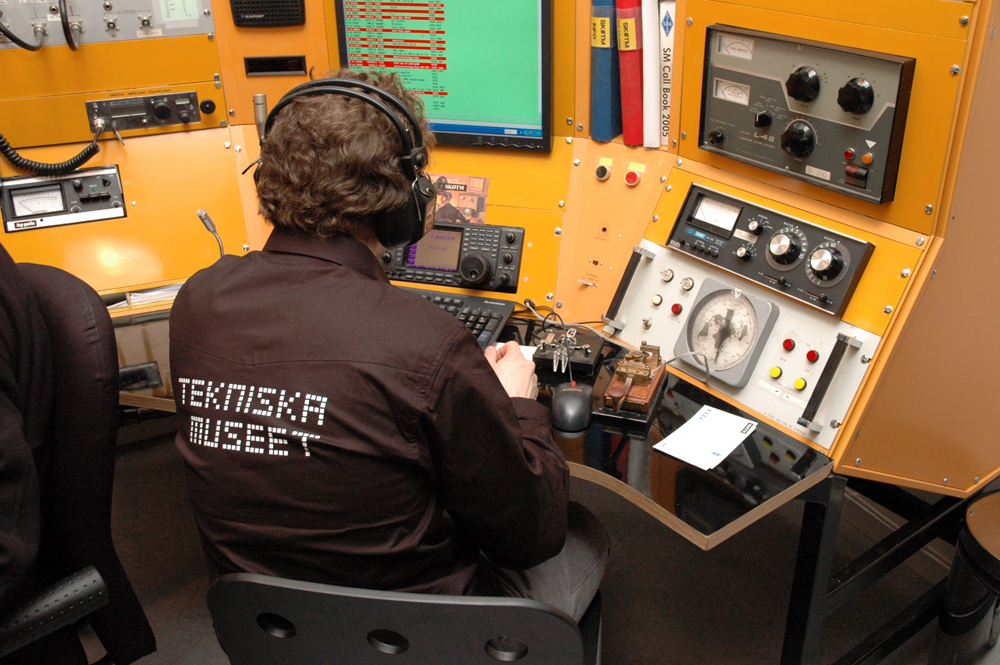
Amatörradiostationen

### Samlingar (urval)

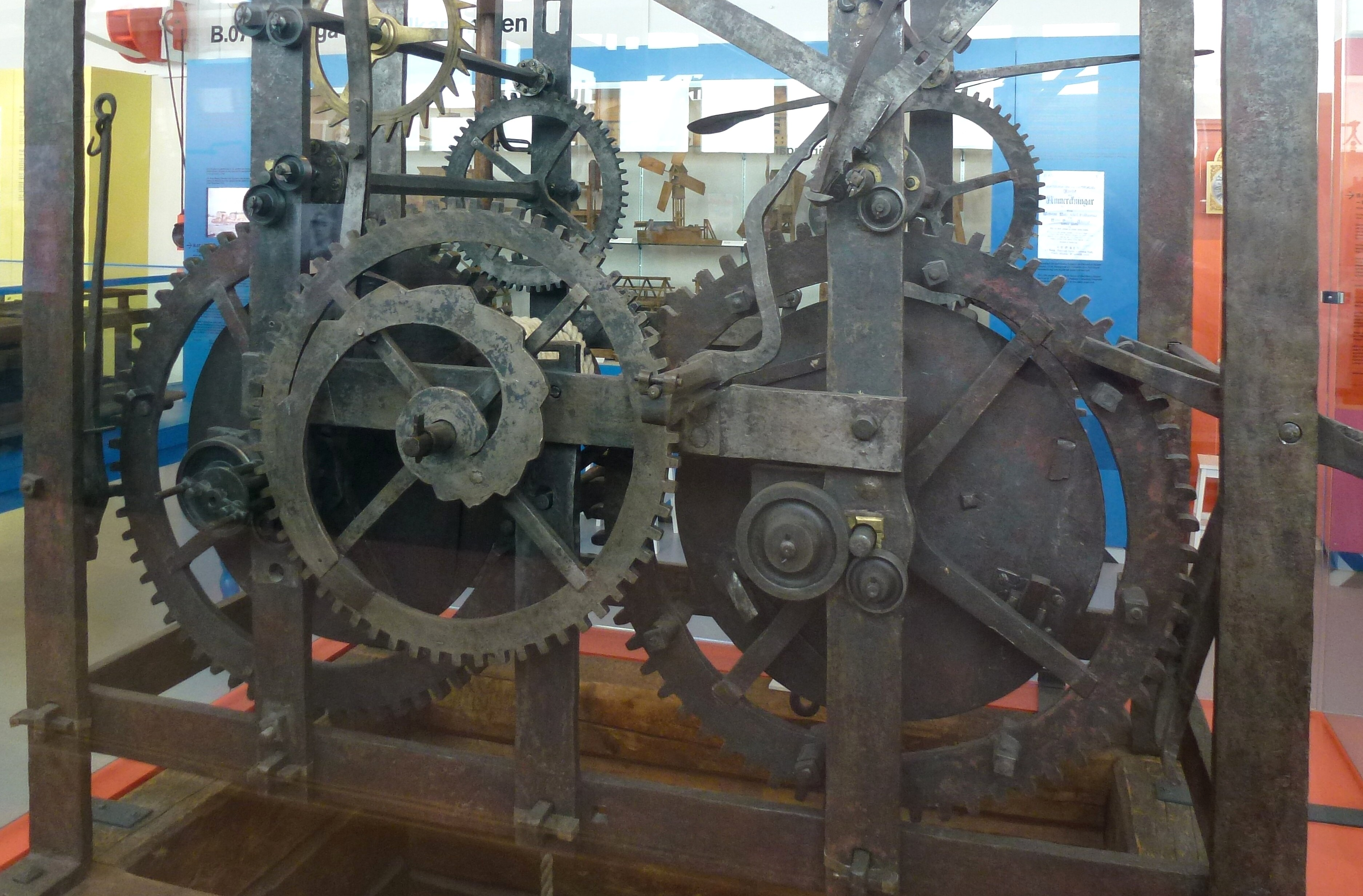
Maria Magdalena kyrkas Polhemsurverk.
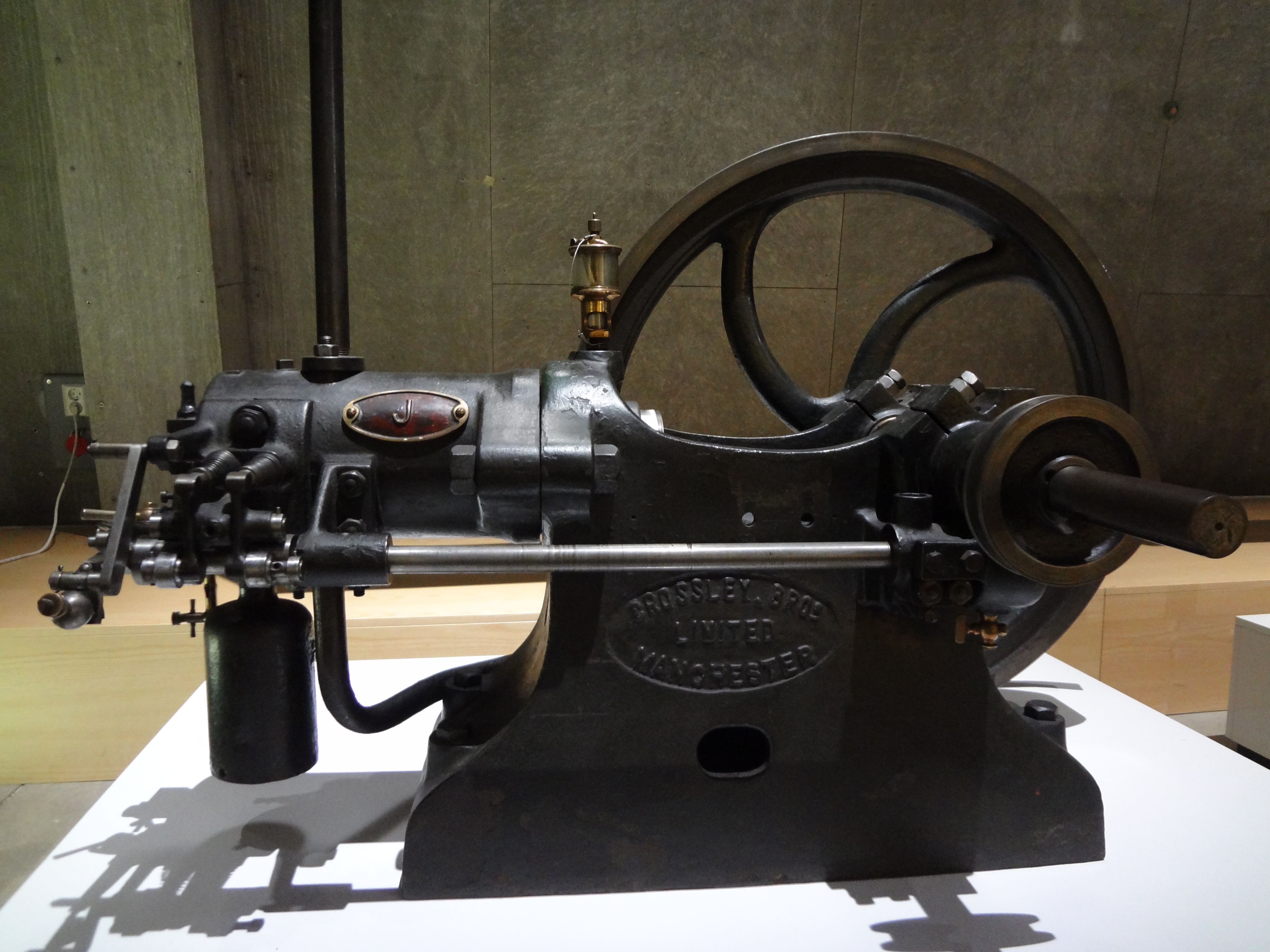
Lysgasmotor tillverkad av Crossley Brothers 1876-1910.
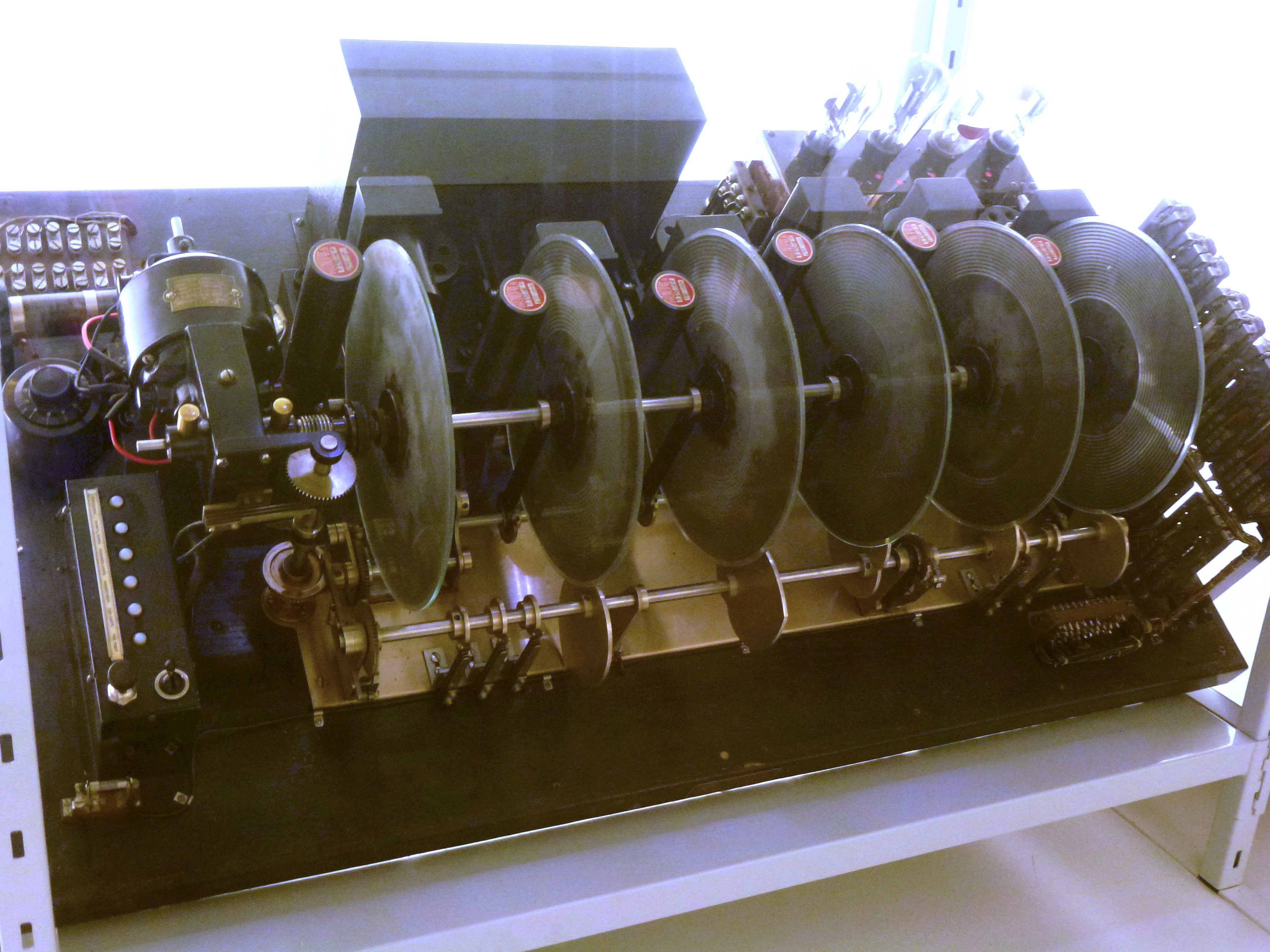
Fröken urs talmaskin från 1934.
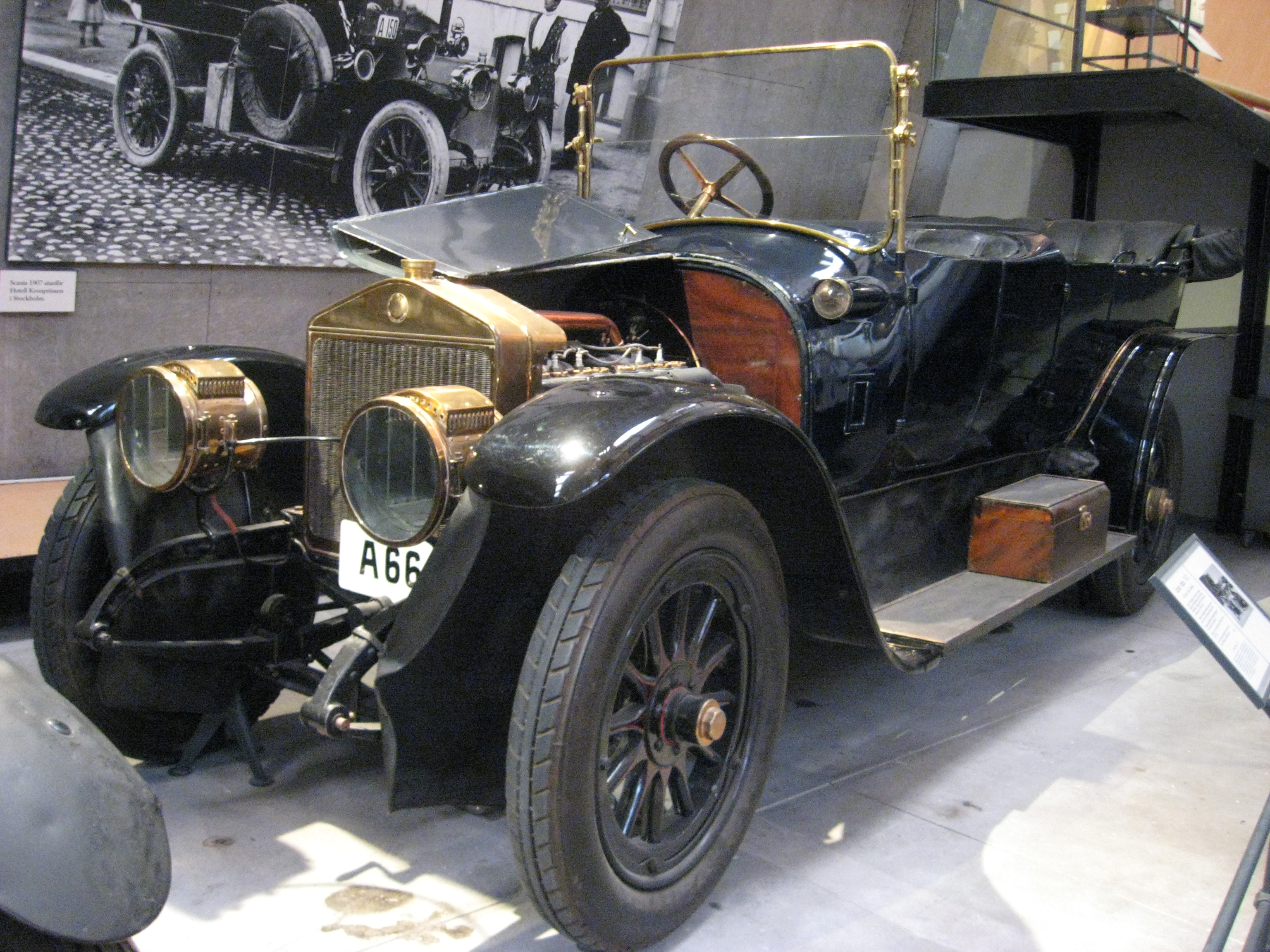
Scania-Vabis (1912) använd av Stockholms Bryggerier.
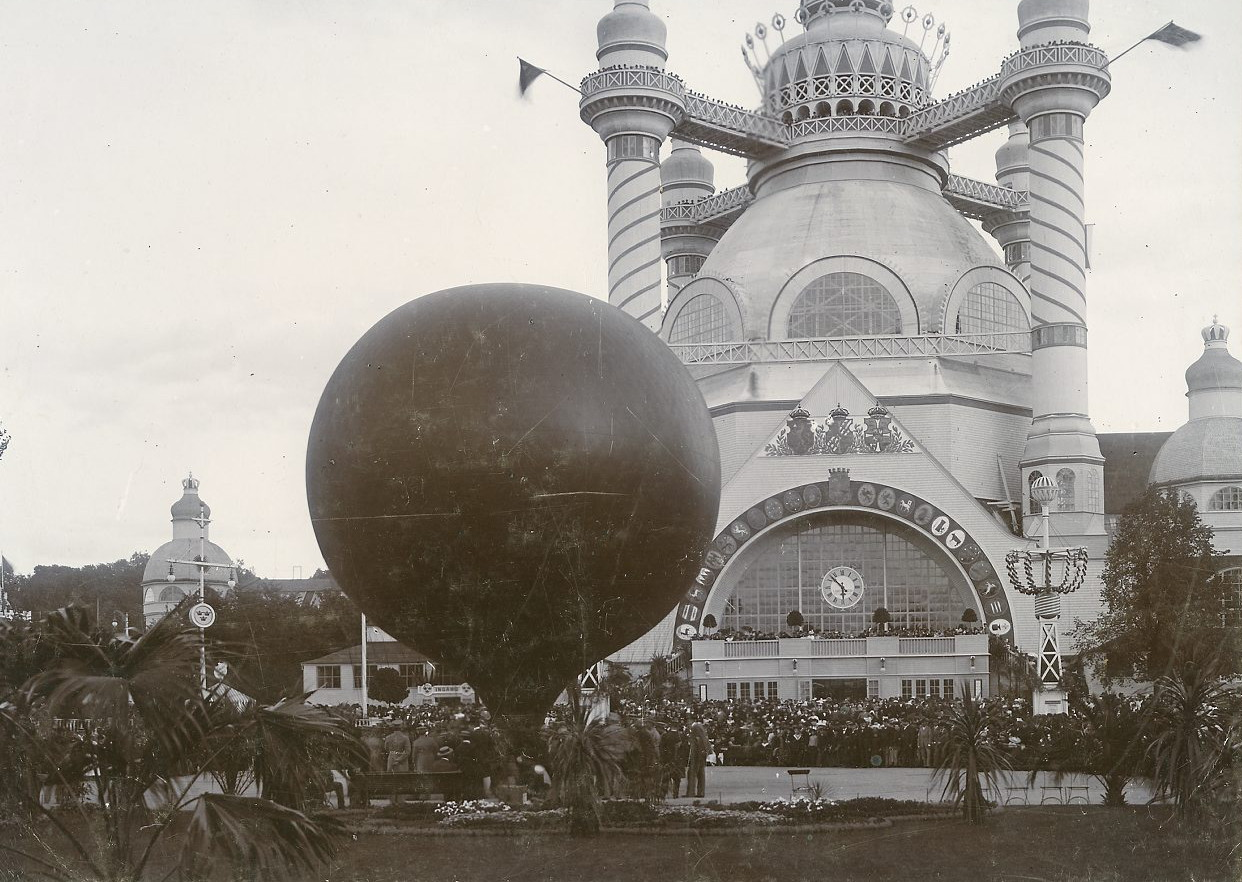
Industri- och teknikhistoriska arkivsamlingar
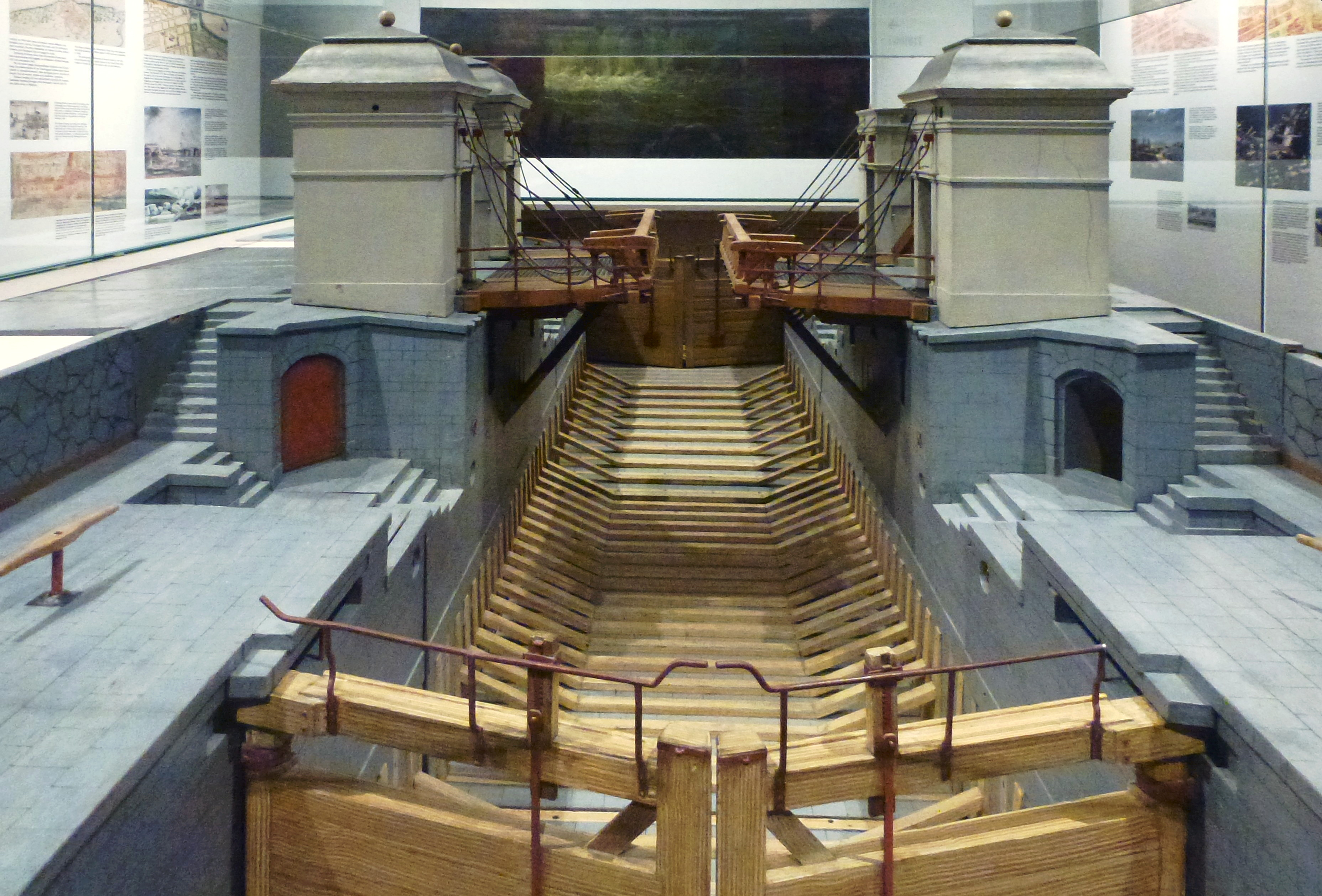
Kungliga Modellkammaren Laboratorium mechanicum
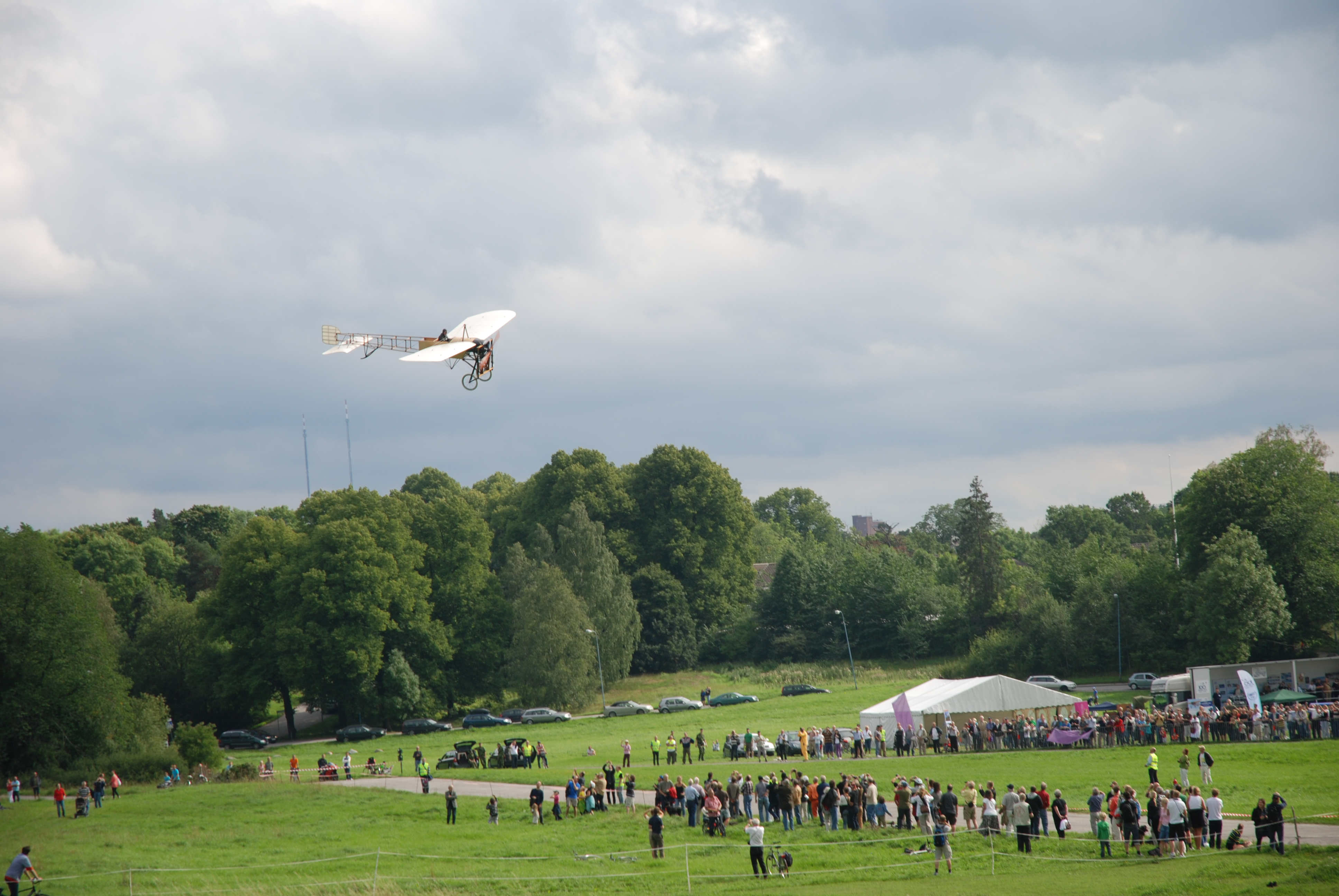
Flygplan Thulin Typ A
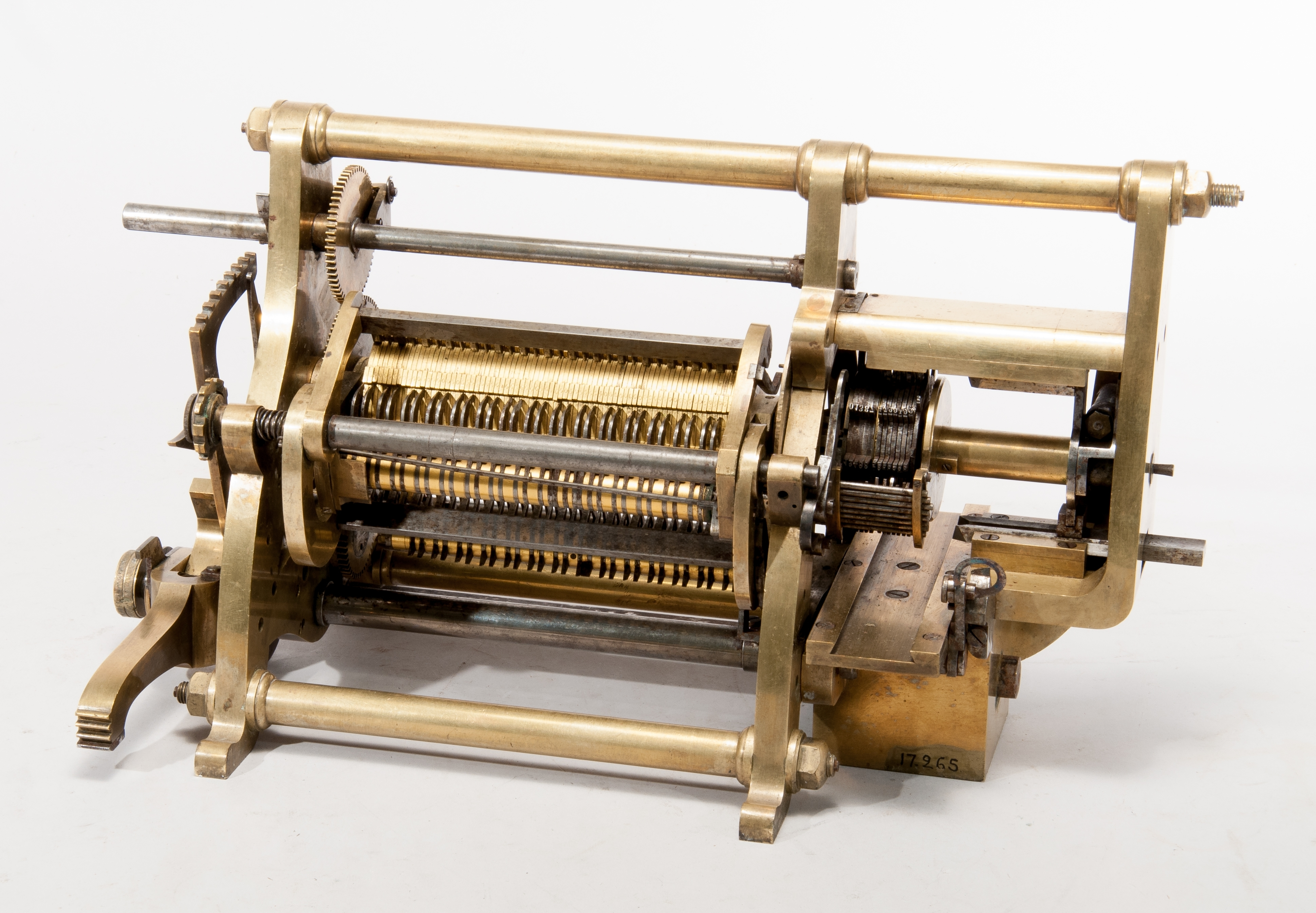
Martin Wibergs differensmaskin

## Verksamhet utanför museet
Sedan 2017 bedriver Tekniska museet även en mobil verksamhet under namnet "Tekniska on Tour" (tidigare Maker Tour). Projektet, som är ett integrationsprojekt riktat mot lärare och elever i årskurs 4-6, finansieras sedan start av Knut och Alice Wallenbergs Stiftelse och sedan 2020 även av Stockholms stad. Bussarna har sedan 2017 rullat ut till hundratals skolor i Stockholmsregionen. 
Tekniska museets turnerande verksamhet har nominerats till flera priser, bland annat ”Årets pedagogiska pris”, ”Årets samhällsbyggare”, samt ”Årets långsiktiga” i Gyllene Hjulet 2019.

## Museidirektörer genom tiderna
- 1924–1962 Torsten Althin
- 1962–1978 Sigvard Strandh
- 1978–1980 Eric Dyring
- 1980–1983 Björn Nystrand
- 1982 Erik Hofrén
- 1983–1986 Bengt Nyström
- 1986–1991 Erik Lundblad
- 1991–1995 Inga-Britta Sandqvist
- 1995–1999 Peter Larsson
- 2000–2008 Anne Louise Kemdal
- 2008–2015 Ann Follin
- 2015– Peter Skogh